# Transformers: Rescue Bots
Transformers: Rescue Bots o semplicemente Rescue Bots è una serie animata televisiva, tratta dall'omonima linea di giocattoli, spin-off di Transformers. Questa serie è dedicata ad un pubblico in età prescolare e le sue animazioni sono simili a Transformers Animated.
Negli Stati Uniti sono stati trasmessi i primi due episodi della prima stagione il 17 dicembre 2011 sul canale della Hasbro, The Hub (precedentemente Hub Network, oggi Discovery Family), e dal 2012 al 2016 i successivi per un totale di quattro stagioni.
In Italia il cartone animato è stato trasmesso su Pop dal 10 giugno all'11 ottobre 2017.

## Trama
Ambientato nella città di Griffin Rock, un'isola al largo della costa orientale, un gruppo di Autobot-Heatwave, Boulder, Blades e Chase rispondono al messaggio di Optimus Prime rivolto a qualsiasi Autobot di atterrare sulla Terra. Non ancora pronti per affrontare i Decepticon, questi Autobot aiutano la gente comune.

### Canone
Questa serie è parte dell'universo "Allineato" dei Transformers, insieme a Transformers: Prime e Transformers: Robots in Disguise, e la sua storia avviene in contemporanea alle suddette: le prime tre stagioni avvengono in contemporanea a Prime, mentre la quarta, ambientata tre anni dopo la terza, è contemporanea alla prima stagione di Robots in Disguise (alcune battute di Bumblebee e Sideswipe negli episodi "Un ospite indesiderato" e "Il bisogno di andare veloci" fanno riferimento a come Bumblebee non sia ancora riuscito a trovare una frase ad effetto, cosa che era una gag ricorrente per tutta la prima stagione di Robots in Disguise).
Blurr ha fatto in seguito apparizioni in tre puntate di Robots in Disguise e ciò lo rende il primo Rescue Bot ad aver combattuto contro i Decepticon.

## Personaggi
Nelle prime due stagioni compaiono i seguenti personaggi, unici assenti i Decepticon.

### Autobot
- Optimus Prime Doppiato sempre da Peter Cullen, è il leader degli Autobot che si trasforma in un camion semirimorchio. Ha mandato i Rescue Bots alla loro missione e si presenta prevalentemente tramite un visualizzatore. In "Bumblebee il salvatore", Optimus assegna brevemente Bumblebee ad osservare i Bots di salvataggio e i loro alleati umani in azione e consiglia loro come curare i Bots di salvataggio che sono infetti da una misteriosa sostanza in un meteorite caduto. In "Un viaggio nel passato (prima parte)" e "Un viaggio nel passato (seconda parte)", Optimus e Bumblebee tornano in tempo per aiutare i Rescue Bots bloccati, solo per tornare a un tempo alterato. Qui Optimus e Bumblebee prendono i Morbots del dottor Marocco prima di tornare indietro nel tempo per correggere il passato, ripristinando così il tempo corretto. Più tardi ritorna in "Sotto la superficie" e "Ciò che viene a galla", dove arriva a Griffin Rock dopo che il fratello Woodrow di Chief Burns scopre inavvertitamente un deposito di Energon sotto la superficie. Come i Rescue Bots, Optimus sta ancora cercando di cogliere la natura umana, confrontando la costruzione di un vulcano artificiale alla progettazione del bastone pogo. Tuttavia, ha acquisito alcune conoscenze anche delle abitudini umane. Dopo che il gruppo è separato sotto terra, Optimus e Heatwave lavorano insieme per trovare gli altri e Optimus esprime la propria fiducia nella capacità di Heatwave di assumere nuove responsabilità. In "Modifiche", Optimus Prime traina Heatwave per sfruttare le sue energie per una nuova scansione del veicolo. In "L'escluso", Optimus e Bumblebee sono andati in una missione di ricerca di reliquie per cercare una reliquia liquefatta nei pressi di Griffin Rock. Optimus ha arruolato l'aiuto di Blades per raggiungere la reliquia in mare e ha utilizzato con successo la Matrice del comando per chiuderla prima che potrebbe distruggere l'isola.

- Bumblebee è il mitico Scout Autobot, eroe di guerra e un membro del team di Autobots di Optimus Prime. Come visto in Transformers: Prime, Bumblebee ha perso la scatola vocale mentre è stata torturata da Megatron e possiede una forma unica di discorso. In "Bumblebee il salvatore", fa visita a Griffin Rock mentre segue un meteorite che sbarcò su una vicina isola disabitata e incontra i Rescue Bots e la famiglia Burns (che stavano anche investigando sul meteorite). Successivamente è stato nominato brevemente da Optimus Prime per osservare la famiglia di Rescue Bots e Burns che lavorano insieme. Più tardi, si unisce a Blades e alla famiglia Burns per distruggere la meteora dopo che gli altri Bots di salvataggio sono infetti da una misteriosa sostanza contenuta nel meteore caduto. In "Un viaggio nel passato (prima parte)" e "Un viaggio nel passato (seconda parte)", Optimus e Bumblebee tornano indietro nel tempo per aiutare i Rescue Bots lanciati, solo per tornare a un tempo alterato. Qui Optimus e Bumblebee prendono i Morbots del dottor Morocco prima di tornare indietro nel tempo per correggere il passato, ripristinando così il tempo corretto. In "L'escluso", lui e Optimus tornarono a Griffin Rock come parte di una caccia di reliquie. Bumblebee si è trovato in compagnia di Dani Burns dopo che la sua licenza pilota è scaduta, provocando una gelosia in fiamme sulla parte di Blades, tuttavia, una volta che Bumblebee salvò Dani dalle sabbie mobili, Blades era felice di essere stato lì. Come fa durante la maggior parte di Transformers Prime, Bumblebee non parla alcun linguaggio riconoscibile, comunicando invece in una serie di bip comprensibili solo ai compagni Cybertroniani e infine a Cody (come Rafael è l'unico umano che può capirlo in Transformers: Prime). In "Un ospite indesiderato", i Rescue Bots si stavano allenando quando ricevettero l'allarme di un incidente imminente di una nave spaziale pilotata da Bumblebee che subì danni a causa di una meteora, dopo che i Rescue Bots ammorbidirono l'atterraggio, Bumblebee uscì dall'astronave e Le lame lo aiutarono a orientarsi perché era un po' debole dopo l'atterraggio. Chase va e controlla gli altri Autobot sulla nave, ma è rimasto sorpreso perché non c'erano altri robot a bordo. Quando Cody chiede a Bumblebee se stesse volando con altri, disse che era solo, sorprendendo gli altri perché era in grado di parlare da solo, e dicendo che aveva una nuova squadra e una nuova missione. Blades si comporta in modo strano perché non si aspettava che il suo amico parlasse in modo che Bumblebee gli chiedesse se qualcosa non andava, ma non poteva dire una parola. I robot fecero fare a Bee un giro per l'edificio, dopo aver visto il ponte terrestre, Blades disse a Cody che non era molto a suo agio con questa "nuova versione" di Bumblebee, ma Cody ammise che la sua nuova voce era grandiosa. Mentre Boulder e Servo stavano riparando la nave di Bumblebee, Boulder trovò un uovo di un mangiatore di Energon senza saperlo, poi l'uovo si ruppe e filtrò nel sistema aereo trovando gli altri nell'area di addestramento, drenando l'Energon di Heatwave e Chase, Bumblebee cerca di catturarlo ma fugge, Blades capisce presto che era un cucciolo di un mangiatore di Energon, poi Bumblebee e Blades misero Heatwave e Chase in stasi con l'aiuto di Boulder.

- Heatwave è un Bot di salvataggio che si trasforma in un camion antincendio ed è partner di Kade Burns. Heatwave è anche il leader dei Rescue Bots. Non ama il fatto che i Bots di salvataggio debbano fingere di essere robot senza senso quando si trovano nei pressi di cittadini di Griffin Rock. In "Bumblebee il salvatore", si scopre che Heatwave desidera entrare nel team di Optimus Prime. Può essere talvolta caldo, ma capisce la necessità di salvare vite al di sopra di ogni altra cosa. In "Modifiche", Optimus Prime trainano Heatwave nel raccogliere le energie dall'interno per ottenere un altro tipo di veicolo. Ispirandosi a una nave di vigili del fuoco incassato quando tornava a Griffin Rock, Heatwave lo scansionò per arrivare a Griffin Rock e aiuta i compagni a fermare i cicloni infuocati e spegne il prototipo. Questo rende Heatwave un Triple Changer Rescue Bot. In "Le nuove prede di Quarry", Heatwave ottiene una forma di Apatosaurus durante la scansione di un modello di Apatosaurus che lo rende ora in quattro forme in cui questa forma gli permette di eseguire attacchi idrici.

- Blades è un Bot di salvataggio che si trasforma in un elicottero di salvataggio che lo rende l'unico bot di salvataggio che può volare. Ha come partner Dani Burns. Su Cybertron, Blades aveva una modalità di veicolo a terra e non era abituato a volare, culminando quindi in una leggera paura delle altezze. In "Bumblebee il salvatore", Blades incontra il mitico Bumblebee, Scout Autobot che ammira molto. Tra i Bots di salvataggio, è il più emotivo e sviluppa un amore per la televisione e il film umano. In "Le nuove prede di Quarry", Blades guadagna una forma di Pteranodon durante la scansione di un modello di Pteranodon che gli rende un Triple Changer dove la forma gli permette di eseguire un attacco sonico. Blades è riuscito ad assumere finalmente questa forma quando si tratta di fermare il coltello Ambrato del Colonnello Quint Quarry.

- Chase è un Bot di salvataggio che si trasforma in un'auto della polizia ed è partner con il capo Charlie Burns. Chase ha una personalità "da-manuale" e tende a sfidare ogni nuovo concetto che viola tutte le leggi di cui ha familiarità, anche se a volte il suo senso asciutto di umorismo e comprensione emerge. Si avvicina bene a Charlie Burns, anche se i due occasionalmente sono in disaccordo a causa della risposta del capo alla compassione al lavoro di polizia e alla personalità della lettera di Chase. In "Le nuove prede di Quarry", Chase guadagna una forma di Stegosaurus durante la scansione di un modello di Stegosaurus che lo rende un Triple Changer dove la forma gli permette di eseguire attacchi elettrici con la coda.

- Boulder è un Bot di soccorso che si trasforma in un bulldozer ed è partner di Graham Burns. Boulder è affascinato dalla cultura terrestre ed è sempre desideroso di imparare di più da libri e altre fonti. Ha un carattere molto gentile e amichevole, e fa giardinaggio, interagendo con gli animali e dipingendo. In "La grande caccia", Boulder lavora su una Patch Energon da utilizzare su Primal Form di Optimus Prime e lo prova con la scansione di un modello Triceratops per assumere questa forma Primal, rendendolo così il secondo Bot di soccorso come Triple Changer dove questo modulo gli consente per eseguire attacchi di tremore. Dopo alcuni test con la Patch Energon, Boulder e Graham arrivano dove liberano la Primal Form of Optimus Prime dalla trappola del Colonnello Quint Quarry e prendono il colonnello Quint Quarry.

### Umani
- Cody Burns è il membro più giovane della famiglia Burns. Nonostante la sua età, Cody funge da agente di comunicazione della squadra. Inoltre agisce per aiutare i bot ad abituarsi alla vita sulla Terra e guidarli. Funziona come mediatore tra loro e i fratelli più anziani. Di tanto in tanto, aiuta in campo (ad esempio, insieme a Blades con Dani). Nell'episodio "Bumblebee il salvatore", incontra Bumblebee e come il resto della sua famiglia non riesce a capire il discorso dell'Autobot. Tuttavia, nel corso dell'episodio, Cody impara come capirlo, rendendolo l'unico personaggio umano in grado di farlo (come Rafael Esquivel fa in Transformers: Prime). Di solito è quello che risolve con creatività le soluzioni durante le salvataggi.

- Charlie Burns è il capo della polizia di Griffin Rock e il leader del suo gruppo di salvataggio. Charlie ha anche una crisi su Carin rivelata nell'episodio "Lavoro di squadra". Charlie Burns è anche il padre di Cody, Kade, Dani e Graham e il fratello maggiore di Woodrow Burns. Si avvicina bene con il suo partner Chase ed è un uomo molto diretto. Charlie stava esaminando la pensione come rivelato anche sull'episodio "I nuovi normali".

- Francine "Frankie " Elma Greene è la figlia di Ezra Greene e la migliore amica di Cody. Lei è un po' sospettoso dei bot di salvataggio. In "Conto alla rovescia" si scopre che Francine ha paura del buio. In "Fantasmi a Griffin rock", è rivelato che il secondo nome di Francine è Elma chiamato dopo il primo scienziato femminile Griffin Rock, Elma Hendrickson. Verso la fine della stagione 1, Frankie apprende la verità sui bot di salvataggio dopo che è stata salvata da ondata di caldo. Successivamente si trasforma in un frequente compagno dei bots di salvataggio sulle loro avventure. Per la quarta stagione, dopo il matrimonio di suo padre con Anna Baranova, che divenne la sua matrigna, Frankie guadagna cece come sua sorellastra.

- Dani Burns è la sorella maggiore di Cody che lavora come pilota di elicottero di salvataggio. A differenza del suo partner Blades, Dani ama il volo e ha difficoltà a raggiungere Blades a causa della sua paura delle altezze, ma alla fine imparerà come lavorare con lui.

- Dr. Ezra "Doc" Greene è il primo inventore di Griffin Rock, scienziato, e il padre di Francine Greene. Anche se molte delle sue invenzioni che crea sono destinate ad essere utili o con buona intenzione, hanno la tendenza ad andare in tilt o causare problemi a Griffin rock che i bot di salvataggio e la famiglia Burns sono costretti a trattare. Come risultato, Ezra Greene si ritrova spesso salvato da vari contrattempi causati dalle sue invenzioni. La maggior parte delle invenzioni fallite di Ezra Greene finiscono nel "Best Left dimenticati" nella sala d'ispirazione. Le sue invenzioni includono una macchina a energia solare (che assomiglia a una DeLorean), Floatium (un sostituto per l'elio), e un piatto di comunicazione ad alta potenza. Alla fine della stagione, doc Greene apprende la verità sui bot di salvataggio. In "L'isola della tecnologia emarginata", è rivelato che Ezra Greene ha costruito un teletrasporto per inviare qualsiasi invenzioni male ad una vicina isola che è soprannominato l'isola di tecnologia disadattato. Ha anche un debole per il professor Anna Baranova. In "Misteri nascosti" si scopre che Ezra ha una sorella di nome Maura dove ha sviluppato alcune invenzioni per il suo atto magico. Nella quarta stagione, lui e Anna si sono sposati e hanno una figlia.

- Graham Burns è il fratello maggiore di Cody che lavora come ingegnere di costruzione. In un primo momento, Graham ha difficoltà a lavorare con Boulder dovuto in parte alle proprie idee sbagliate. Anche se Graham è affascinato da Boulder e desidera conoscere Cybertron, crede erroneamente che, visto che Boulder è di una civiltà aliena avanzata, c'è poco che qualcuno di una civiltà più primitiva come la Terra potrebbe insegnargli.

- Kade Burns è il fratello più grande di Cody che lavora come un vigile del fuoco. Kade è un po' 'di un cervo glorioso e non è troppo ansioso di lavorare con Heatwave in un primo momento; alla fine vengono a rispettare l'altro (anche se non lo ammetterebbero).

- Woodrow "Woody" Burns è il fratello più giovane di Charlie Burns e lo zio di Cody, Kade, Dani e Graham. Sia un inventore che un avventuriero, Woodrow ha un forte interesse per i misteriosi e paranormali, trascorrendo il tempo a caccia di prove di alieni e di vari altri Cryptidi. La sua personalità rilassata e priva di rischio lo vede spesso in contrasto con il fratello più dritto, che porta a molti argomenti, ma a cuore sono fratelli. Durante la sua visita, Woodrow ha appreso dei salvataggi e Optimus Prime, dove condivide la propria origine in un segreto con la sua famiglia. In "Zio Woodrow in azione", Woodrow torna a guardare la famiglia Burns mentre Charlie è andato in una Conferenza di Polizia. In "Ehi, pirati!", Woodrow scopre che suo antenato Horace Burns era sposato con Bertha Carnathan durante la sua ultima visita che ha portato a Huxley Prescott per sospettare che la Burns Family fosse associata ai pirati di Bertha. Woodrow e la famiglia Burns trovano alla fine una prova che Bertha abbia lasciato la vita del pirata quando ha incontrato il loro grande bisnonna. In "A volte..." e "Oggi e per sempre", torna a Griffin Rock e quasi annegamento prima di essere salvato da Blurr, Salvage e High Tide e li aiuta e Optimus ritorna Griffin Rock al suo posto dopo che inaspettatamente è scomparso in un altro luogo. In "Re Burns", si reca in Ruanda e contatta Charlie per augurarlo un giorno di fratello felice prima di essere attaccato da bombe ostili, ma è stato salvato e adottato da una famiglia di gorilla. Il gruppo di salvataggio si dirige verso Ruanda e lo ha aiutato a proteggere la sua nuova famiglia dai babbuini e dalla lava. A quanto pare rimane dietro a guardarli.

- La professoressa Anna Baranova, è una scienziata che vive a Griffin rock ed è una collega di Ezra Greene. Aveva risieduto nel laboratorio subacqueo denominato Midgard che da allora era stato intrappolato vicino ad una trincea dell'oceano in seguito ad un'esplosione del metano. Anche se Anna era riluttante a lasciare Midgard, Cody la convinse a lasciare Midgard così lei lo fa esplodere. In seguito, Anna torna a Griffin Rock, prendendo residenza in una replica del Midgard. Doc Green sembra anche trovarla affascinante, che Frankie prende come un segno di possibile interesse romantico. In "Conto alla rovescia", si è rivelato che aveva una parte in "progetto Santuario", dove un insetto-like tracerrs avrebbe posto gli esseri umani nella più grande caverna sotterranea di Griffin Rock in caso di un cataclisma che colpisce Griffin Rock. In "Le nuove prede di Quarry", la professoressa Baranova è tenuta in ostaggio dal colonnello Quint in modo che Ezra Greene potesse costruirgli qualche Dinobot. Dopo che il colonnello Quint è sconfitto, la professoressa Baranova apprende la verità su Optimus Prime e i bot di salvataggio. Doc Green più tardi le propone di sposarlo nella terza stagione finale, e lei accetta. Nella quarta stagione, lei e doc Greene si sono sposati dove lei diventa matrigna di Frankie e dà anche alla luce cece tre anni dopo.

- CeCe Greene è la figlia di doc Greene e della professoressa Baranova e la sorellastra di Frankie Greene. Nacque durante i tre anni di divario tra le stagioni 3 e 4. e la sorellastra di Frankie Greene.

- Dither è l'assistente robot di doc Greene, che sembra ossessionato con i toast molto probabilmente perché doc è un grande fan del cibo. Mentre è un assistente utile, il dithering è inoltre una fonte occasionale di difficoltà, se è dovuto la nuova programmazione installata da DOC, essendo rilevata dal A.I. malvagio conosciuto come la veglia, o che è lasciato dietro su un'escursione di corsa di tempo e sta diventando la base per L'impero del dottor Marocco in una timeline alternativa.

- Trex è un normale Robot Tyrannosaurus che è stato danneggiato da un incendio al Museo di storia naturale di Griffin Rock. È stato riattivato dove è andato su tutte le furie fino a quando non è stato sottomesso dai bot di salvataggio e restituito al Museo. Dopo alcuni furti in laboratorio, Ezra Greene prese il robot Tyrannosaurus e lo riprogrammò in "Trex" per sorvegliare il laboratorio. Ha anche programmato di prenderle caffè, fare la Macarena, e due volte al giorno collegato Trex nel mainframe per verificare che non fosse stato violato. Una figura ombrosa (che in seguito si rivelò essere il Dr. Marocco) impiantato un virus in Trex ed è stato trasmesso al mainframe la prossima volta Trex è stato collegato. Mentre la tecnologia dell'isola impazziva, Trex inseguì Ezra e Frankie intorno al laboratorio prima di scappare nella nebbia. Ha incontrato di nuovo i bot di salvataggio che lo ha sottomesso fino a quando Cody Burns aveva l'idea di utilizzare comandi vocali per ignorare il virus. Trex tornò al laboratorio per fare il caffè, e quando arrivò lì, Greene eliminò il virus dai suoi sistemi. Trex è stato mantenuto nella custodia di Ezra Greene ed è tornato utile in diverse occasioni. Ha aiutato a spaventare Evan e Myles quando hanno tentato di rubare la macchina di stasi. Quando Chase, fingendo di lavorare per Evan e Myles, si introdusse per rubare qualche Floatium, Trex obbedì Chase e si fermò. Frankie utilizzò Trex come supporto durante un gioco di Rescue Ball, e riuscì a segnare un gol con il suo aiuto. Doc Greene più tardi ha preso Trex di ribelle isola per la protezione. Quando incontrarono un gruppo di veri e propri dinosauri, Trex salvò il doc da uno scivolo roccioso in arrivo, ma rimase intrappolato sotto le rocce nel processo e costringendo doc Greene a lasciarlo alle spalle mentre fuggiva dai dinosauri arrabbiati. Optimus Prime successivamente scansionato Trex per ottenere una modalità alternativa dinosauro, ed è stato in grado di liberare Trex e dei figli del dinosauro che sono stati bloccati sotto le rocce. Frankie è entrato in una corsa contro Optimus e il salvataggio bot, equitazione Trex per aiutare anche le cose. Trex stava bevendo senape da doc Greene ' s senape macchina quando Quint cava ha sottolineato che doc Greene era l'unico in giro che ha costruito i dinosauri robot (citando i bot di salvataggio nelle loro forme Dino). Più successivamente, lui ed il resto della città hanno dovuto lavorare per mantenere l'isola nell'aria mentre lo hanno volato dall'Artico di nuovo al Maine. Durante l'invasione Velgrox, Trex fu salvato dagli alieni, ma in seguito si salvò. Trex più tardi cerca di fermare il virus del dottor Marocco, ma viene facilmente sconfitto.

### Abitanti di Griffin Rock
- Huxley Prescott reporter TV locale. Non crede che i bot di soccorso siano semplicemente dei robot. Anche se crede correttamente che sono alieni sotto mentite spoglie, crede erroneamente sono spie aliene inviate a Griffin rock come parte di una missione di acquisizione della terra (ignari delle loro intenzioni pacifiche). Ne "Invasione aliena di Griffin Rock" crea panico di massa sull'isola quando trasmette un messaggio che egli ritiene che dimostra di essere di destra (ignaro il messaggio è stato da un documentario i bot di salvataggio e Cody sono stati a guardare via satellite).

- Mr. Harrison è un residente di Griffin Rock. Possiede un Heli-Pack che ha alcuni problemi tecnici ed è un beneficiario ricorrente degli sforzi del team.

- Mr. Rubio è un residente di Griffin Rock e il marito della signora Rubio. Lui è noto per essere un autista lento.

- Mrs. Rubio la signora Rubio è una residente di Griffin Rock e la moglie di Mr. Rubio.

- Mrs. Neederlander è una residente anziana di Griffin rock che gestisce un tranquillo Bed and Breakfast. Ha un gatto di nome Mr. Pettypaws. In "Lavoro di squadra", è rivelato che la signora Neederlander ha un talento in Snake Charming. In "Un viaggio nel passato (prima parte)" è stato rivelato che ha vissuto in Griffin Rock, almeno dal 1939; un episodio successivo ha rivelato che ha servito per un certo numero di decadi come anonimo "Rider di mezzo inverno" prima di passare sulla tradizione di festa alla famiglia di mezzo inverno. In "C'era una volta", lei e il suo gatto "Mr. Pettypaws" vanno a stare nella sua capanna di montagna. Quando mr. Pettypaws insegue una fata intorno alla cabina e poi corre nel bosco, la signora Neederlander lo inseguono e finiscono in una grotta. Entra, raccoglie rapidamente il suo gatto e lascia la caverna. Sembra avere un po' di freddo quando incontra Cody, Frankie, Kade e Heatwave. Spiega cosa è successo e il freddo della grotta, ma nega di avere bisogno di un salvataggio. Inoltre è indicata per essere in qualche modo sprezzante ed impaziente, specialmente verso Kade e Heatwave. Racconta a tutti delle fate che hanno vissuto in questi boschi e perché lei crede che siano reali quando cadono in una dolina.

- Mr. Alper è un residente di Griffin rock ed è un membro del suo Consiglio comunale.

- Mr. Levy è un pescatore a Griffin Rock.

- Edgar è un autista di camion in Griffin rock che ha una moglie. In "Affari di famiglia" Lei ha dimostrato di essere in travaglio per poi dare alla luce una bambina. La bambina si chiama Charlene, dal nome del capo Charlie Burns in onore di entrambi il suo servizio nella polizia e per essere gentile, equo e un generale ben voluto a Griffin Rock.

- Mr. Bufkin è un contadino di Griffin rock che possiede un sacco di mucche.

- Mr. Hunter è un residente di Griffin Rock. Lavora al Griffin Rock Drive-in come rivelato in "L'attacco di Humungado".

- Don è un residente di Griffin rock che ha un bisogno di velocità che spesso lo mette in difficoltà con il capo Charlie Burns e Chase.

- Mr. Perkins è un contadino di Griffin rock che cresce mais.

- Milo è un residente eccitabile di Griffin Rock.

- Capitano Arthur Shaw è un capitano di mare che gestisce il Griffin Rock Ferry. Ha la tendenza a voler scendere con la sua nave, ma ha anche dimostrato di essere molto in grado sotto pressione.

- Hayley è una residente di Griffin rock che lavora come insegnante di pre-scuola. è spesso uscita con Kade in diverse occasioni, anche se inizialmente è stata rimessa dal suo atteggiamento. In "Lavoro di squadra", si scopre che Hayley ha studiato botanica.

- Nancy Morrison è una residente di Griffin Rock.

- Mr. Pfeiffer è un panettiere allegro che gestisce un panificio in Griffin Rock.

- Capitan Wild è un residente di Griffin rock che è un appassionato pescatore. È spesso visto con il Capitano Shaw.

- Mr. Sharma è un residente Griffin Rock.

- Taylor è un giovane pilota di Griffin rock che è un interesse amoroso per Dani. Egli appare per la prima volta-senza nome-in "La campana perduta" dove Dani e lame salvarlo dal suo aereo proprio come è stato soffiato su da una tempesta intensa, e mostra interesse quasi immediato in Dani che si ricambia. Taylor ha un interesse per gli sport all'aria aperta ed è dimostrato di aver avuto qualche formazione EMT come si è visto in "Lungo la strada", dove ha curato la gamba rotta Kade. In "Di nuovo svanito" è indicato che lui e Dani sono amici o possibilmente datazione a seguito dell'intervallo di tre anni tra le stagioni. Taylor è inoltre un frequente carattere della priorità bassa nella serie.

- Vice Barney è un vice-capo che lavora per il capo Charlie Burns al dipartimento di polizia Griffin Rock. Egli significa bene, ma è spesso beffato dai criminali altamente intelligenti Griffin rock del dipartimento di polizia lavora contro. Il nome di Barney e tratti di carattere assomigliano Don Knotts ' personaggio Barney Fife dal Andy Griffith Show.

- Jerry un residente di Griffin rock che lavora come autista di autobus e autista di camion. Egli è uno dei numerosi cittadini che sono salvati dalla squadra su base regolare. In "Lavoro di squadra" si rivela avere una sorella di nome Carin.

- Priscilla Pinch è la figlia viziata di Madeline Pinch, ma è apparentemente ignara delle attività illegali di sua madre. Partecipa a vari concorsi rivolti alla gioventù a Griffin Rock e si arrabbia quando non riesce a vincere il primo premio.

- Amy è uno studente di ingegneria che si trasferisce a Griffin rock con la sua scimmia PET. Graham diventa rapidamente interessato a lei, ma ha difficoltà a superare la sua timidezza di avvicinarsi a lei fino a quando non assume un ruolo di leadership durante una missione di salvataggio. Tesla-Tesla è scimmia PET di Amy, che ha la tendenza a liberarsi. Egli è malizioso, ma amichevole e ama le banane. Tesla prende il nome da Nikola Tesla.

- Carin-Carin è una donna che precedentemente ha lavorato come dispatcher della polizia sul continente. Lei è la sorella di Jerry e la zia di Timmy. Lei e Charlie Burns ha colpito fuori in "Lavoro di squadra" dopo essere stato partner di un trekking natura e di essere costretti a lavorare insieme per affrontare una crisi a causa di indossare braccialetti magnetici di bloccaggio. Più successivamente è comparso in "i Cavalieri di pieno inverno " in un ruolo non-parlante.

- Virginia è una donna che lavora come guardiana al Griffin Rock Zoo.

- Lad pionieri è il ragazzo pionieri è un Boy Scout organizzazione per i giovani ragazzi per insegnare loro i punti più fini del campeggio e nodo legatura. Cody Burns è un membro del Griffin Rock Lad pioniere Troop e possiede una copia del manuale ragazzo Pioneers. Dato il libro è la 1959 edizione, è probabile che altri membri della sua famiglia sono stati pionieri da ragazzo.

- Billy un membro del ragazzo pionieri.

- Corey un membro del ragazzo pionieri.

- George un membro del ragazzo pionieri.

- Jimmy un membro del ragazzo pionieri.

- Kyle un membro del ragazzo pionieri.

- Timmy il figlio di Jerry, che è un membro del ragazzo pionieri e nipote di Carin.

- Mrs. Lima la bibliotecaria rigorosa presso la biblioteca.

- Foster un venditore di palloncini che vive a Griffin Rock.

- La signorina Frederick proprietaria di un negozio di fiori in Griffin Rock.

- Dr. McSwain un medico che lavora a Griffin Rock.

### Altri Autobot
Nella terza e quarta stagione arrivano nuovi Autobot:
- High Tide è un veterano Autobot e marinaio ed è una vecchia conoscenza di Optimus Prime. Si trasforma in un sottomarino e può combinarsi con il suo sistema di salvataggio per formare un robot più grande. L'alta marea ha messo il Bots di salvataggio attraverso una stretta formazione di salvataggio sull'oceano che è entrato in pratica quando è arrivato in un luogo rigoglioso abbandonato causando una fuoriuscita di petrolio. A seguito della distruzione del laboratorio galleggiante di Doc Greene, High Tide rimane sulla Terra in modo che la sua stazione di salvataggio possa servire come laboratorio galleggiante di Doc Greene fino a un nuovo avviso. Li avrebbe poi aiutati nella loro ultima battaglia con il dottor Morocco e si allena e lavora accanto alle nuove reclute Salvage e Blurr. Aiuta anche Optimus, Blurr e Salvage a riportare Griffin Rock al suo posto dopo che è improvvisamente scomparsa in un'altra posizione. In occasione dell'All Spark Day, l'alta marea è stata celebrata saltando ripetutamente in mare, finché non gli è stato detto di fermarsi perché stava creando enormi onde. In seguito, i Rescue Bots lo chiamarono per raccontare storie a una CeCe Greene di grandi dimensioni in modo da potersi addormentare. In seguito è stato visto raccontare la storia dei residenti di Griffin Rock sulla "Distruzione del martello di Primus". Successivamente aiuta il Rescue Team a catturare il virus di Morocco ma non riesce a prenderlo. Dopo che il Virus del dottor Morocco è stato sconfitto, gli vengono assegnati nuovi incarichi da parte di Optimus.

- Salvage è un Bot di salvataggio che si trasforma in un camion dei rifiuti. Lui e Blurr si sono schiantato sulla Terra durante una pioggia di meteoriti oltre 10 000 anni fa nella loro nave da carico. ama prendere spazzatura perché ritiene che tutto alla fine trova il suo scopo. è stato rivelato di essere stato coinvolto nel salvataggio del popolo della grotta di Wayward Island. A differenza di Blurr, Salvage ha rapidamente cominciato a godere di vivere sulla Terra e ha ottenuto il rispetto degli altri Bots di salvataggio, dopo aver accolto con successo il suo primo salvataggio. Salvage e Blurr sono successivamente trasferiti in un'altra posizione da Optimus Prime. In seguito sono tornati per aiutare a rimettere Griffin Rock al suo posto dopo essere stato teletrasportato in un altro luogo. Tre anni dopo, i Rescue Bots hanno ricevuto dei piani da Optimus per una nuova base continentale. Il recupero ha costruito l'estremità principale di un ponte terrestre, sebbene il primo test abbia portato Heatwave e Chase a depositarsi nel Sahara. Egli paga un'altra visita a Griffin Rock per aiutare a riparare una torre di comunicazione malfunzionante. Anche se non ha avuto successo, è stato in grado di far funzionare temporaneamente i telefoni di Griffin Rock e in seguito assiste Boulder con i rifiuti. Con il centro di addestramento dei Rescue Bot finalmente completato, Salvage stava dando gli ultimi ritocchi alla Rescue Arena quando è arrivato il giorno di apertura del centro di addestramento Rescue Bot. Invece di restare per la festa, decise di dirigersi verso Griffin Rock per controllare lo scrapyard per la possibile tecnologia, e finì per rimanere bloccato lì quando il ponte terrestre funzionava male. Mentre il Rescue Team si esercitava nel Centro di addestramento, Blurr e Salvage tornarono a Griffin Rock provando una tecnica non ortodossa per far scendere Mister Pettypaws da un'asta della bandiera e in seguito furono raggiunti dai Burns. In seguito informa la squadra di un picco di energia, conducendoli a energia grezza. Il salvataggio aiuta anche il Rescue Team a inseguire il Virus di Morocco ma non riesce a prenderlo. Successivamente, Salvage ha aiutato a formare una linea di difesa contro uno sciame di Scrubbers ed è stato riassegnato a un nuovo incarico dopo che il Virus del dottor Morocco è stato sconfitto.

- Blurr è un Rescue Bot che si trasforma in una macchina da corsa. Lui e Salvage sono atterrati sulla Terra durante una pioggia di meteoriti più di 10 000 anni fa nella loro nave mercantile. Blurr era il pilota della nave. Ama essere veloce e orgoglioso della sua velocità, ma è anche estremamente imprudente e impaziente. Durante la sua formazione, ha sempre fatto scontrare Heatwave con lui. Si è rivelato che Blurr non era stato coinvolto nella trama di Salvage per salvare i cavernicoli di Wayward Island, infatti, ha abbandonato Salvage per cercare di tornare a casa. Dopo aver scoperto il filmato, Optimus Prime permise a Blurr un'altra possibilità di essere un Rescue Bot. Blurr e Salvage vengono successivamente trasferiti in un'altra posizione da Optimus Prime. In seguito sono tornati per aiutare a rimettere il Griffin Rock al suo posto dopo essere stato teletrasportato in un altro luogo. Blurr è stato anche coinvolto come soggetto di prova per il nuovo ponte terrestre insieme a Chase e Heatwave. Con il centro di addestramento dei Rescue Bot era finalmente completato, Blurr era pronto a far festa ma si lasciava trasportare e costringeva Heatwave a spegnere la musica. Dopo aver preso parte a una battaglia a palle di neve e quasi aver causato a Cody un infortunio (a causa dell'incolumità che ha trasformato la macchina da tempesta della Rescue Arena in condizioni di tormenta), ha sfidato Quickshadow a venti giri attorno a una pista di slot machine che aveva acquisito, usando il Minimizer della base per restringere la copia alla dimensione del giocattolo, ma persa. Sfortunatamente, il computer della base ha funzionato male e si è rifiutato di strattonarli. Quando tenta di uscire dai proiettori dell'ologramma, lui e Quickshadow vengono attaccati dal robot di pulizia della base finché non viene disabilitato da Servo, che li aiuta a uscire. Una volta riparato il dispositivo di cloaking, riescono a riavviarlo speronando i pulsanti. Successivamente vengono restituiti alle dimensioni normali. Blurr più tardi prende parte a una gara in terraferma, anche se lotta per mantenere i suoi doveri come Rescue Bot e la sua copertura con l'aiuto di Dani e un nuovo lavoro di pittura (anche se non dura a lungo). Il suo potenziamento energetico provoca danni alle tribune e la coppia finisce per essere esposta al resto della squadra. Blurr era limitato alla caserma dei pompieri, tuttavia, quando le vetture della terza gara persero il controllo grazie alla tecnologia errante, aiutò il resto della squadra a fermarle. Mentre il Rescue Team si esercitava nel Training Center, Blurr e Salvage tornarono a Griffin Rock provando una tecnica non ortodossa per far scendere Mister Pettypaws da un'asta della bandiera. In seguito furono raggiunti dai Burns e Blurr ebbe problemi a dirigere il traffico. Successivamente aiuta l'Autobot Sideswipe a catturare il Mini-Con Bounce. Blurr aiuta anche il Rescue Team a inseguire il Virus del dottor Morocco ma non riesce a prenderlo. Successivamente, portò la professoressa Baranova al centro di addestramento Rescue Bot per deviare il mainframe. A Blurr sono stati successivamente assegnati nuovi incarichi da Optimus Prime.

- Servo è un Autobot Helper-Bot simile a un cane che è tenuto nel compartimento del torace di High Tide. Può trasformarsi a seconda di quale compito è necessario eseguire e persino trasformare le sue membra in modo indipendente per compiti minori. Chase ha persino commentato che Servo sembra essere un "incrocio tra uno schnauzer e una cassetta degli attrezzi". Servo può essere comandato per mezzo di un fischietto per cani. Ha anche accompagnato High Tide sulla terra in risposta alla richiesta di Optimus Prime che il suo maestro venga addestrato dai Rescue Bots. Dopo aver contribuito a ripulire una piccola fuoriuscita di petrolio, Servo stava per annegare quindi Blades potrebbe salvarlo, ma Blades era impauritoto, richiedendo invece un salvataggio da Heatwave. Boulder riportò il cane alla caserma per riparare il danno. Durante il salvataggio alla piattaforma petrolifera il giorno dopo, Servo si trasformò in una carriola per trasportare il disperdente di petrolio. Dopo che l'Alta Marea fu affissa sull'isola per sostituire il laboratorio galleggiante distrutto, ordinò a Servo di rimanere nella caserma dei pompieri e sorvegliare la squadra. Nella loro prossima uscita, Servo ha giocato con Cody. Quando la nave fu attaccata da un calamaro gigante, Servo si trasformò in un piede di porco in modo che Boulder potesse liberare Chase dalla presa del mostro, ed era al sicuro a bordo delle Lame quando la nave fu trascinata sotto. Blurr ha affermato di aver avuto un cane come Servo e ha comandato a Servo di fare trucchi. In seguito è stato in grado di portare la squadra di soccorso all'aiuto di Cody quando il ragazzo era intrappolato sotto un'impalcatura e poteva solo raggiungere il fischio del cane e aveva difficoltà a lavorare con la copertura di fingere di essere normali robot, specialmente quando il Mini-Con doveva inseguire il cane del sindaco luskey, Poopsie per tutta Griffin Rock per tenerla fuori dai guai. Il danno risultante ha quasi espulso Servo dall'isola, almeno fino a quando non ha aiutato a salvare il sindaco dall'essere riciclato. Era in agguato attorno al focolare quando Boulder mostrò le foto del picchio e più tardi si sedette sui Rescue Bot quando fecero un video su Blurr e Salvage. Servo abbaiò alla folla che si era radunata davanti alla caserma dei pompieri per dare a Chief Burns i loro suggerimenti per la capsula del tempo che sarebbe stata sepolta. Mentre la città combatteva per far volare l'isola, aiutò girando una manovella del generatore con alcuni ragazzi pionieri, Servo fu rapito dai Velgrox insieme a Graham, e in seguito venne liberato insieme al resto della popolazione e andò anche sulla terraferma per aiutare Blurr e Salvage a costruire una base continentale dove si avventò su Cody quando il ragazzo venne a visitare Heatwave, Chase e Frankie. Servo aiuta nel Rescue Bot Training Center inseguendo i robot di pulizia in giro. Ha aiutato a salvare Cody dopo un incidente con i sistemi meteorologici della Rescue Arena. Servo in seguito salvò Blurr e Quickshadow dai robot di pulizia dell'Arena e li portò alla porta principale. Più tardi, aiutò Boulder a sistemare la nave, e anche quasi fu mangiato da un mangiatore di energon. Servo aiuta Cody a svuotare il Mini-Con Bounce dalle fogne di Griffin Rock in modo che il resto della squadra possa catturarlo. Aiuta il team a catturare Madeline Pynch disabilitando il sistema di sicurezza nel suo nascondiglio. In seguito, aiuta il Rescue Team a combattere uno sciame di Scrubbers controllato dal Virus di Morocco.

- Quickshadow è un Autobot femminile di salvataggio e si trasforma in un'auto. Kade lo riferisce come "The Austly Benton" e si presenta per la prima volta nella stagione 4. È stata vista per la prima volta nel deserto dell'Africa settentrionale quando Heatwave e Chase avevano un problema con il ponte terrestre nel "Building Bridge" (che fu causato da lei) e si presenta in "Arrivi". In "Uno in più", si scopre che ha molti altri nomi usati per coprire la sua identità, con il nome "Quickshadow" come uno di loro. Non è noto quale sia il suo vero nome. Più tardi ha lasciato Griffin Rock per istruire Blurr e Salvage. In "Un fantasma nella macchina", Miles e Evans cercano di caricarla e poi utilizzano un dispositivo di controllo remoto su di lei (che può anche registrare), causando loro di apprendere la verità sui Rescue Bots. In seguito si finge di cedere per assicurarsi di non caricare il video record per esporre questo segreto al mondo e caricare un video falso per contrastare il video di Miles e Evans quando lo caricheranno comunque. Dopo che Miles e Evans si ritraggono, ritorna alla terraferma. Quickshadow è stata sollevato dal fatto che il giorno è venuto ad aprire il nuovo centro di addestramento Rescue Bot (perché Blurr e Salvage erano davvero fastidiosi). Dopo che la base è stata trasformata, ha accettato la sfida di Blurr di correre su una pista di slot machine, dopo essere stata ridotta usando un Minimizer, e facilmente battuta. Sfortunatamente, i malfunzionamenti del computer della base si sono rifiutati di smorzare la coppia. Quando tenta di uscire dai proiettori dell'ologramma, She e Blurr vengono attaccati dal robot di pulizia della base finché non viene disattivato da Servo, che li aiuta a uscire. Una volta riparato il dispositivo di cloaking, riescono a riavviarlo speronando i pulsanti. Successivamente vengono restituiti alle dimensioni normali. In "Cody's 11", assiste il Rescue Team nel catturare Madeline Pynch, ed è stata la sua auto di fuga, che poi si espone quando Pynch cerca di scappare. Quickshadow aiuta anche il Rescue Team a inseguire il virus del dottor Morocco ma non riesce a prenderlo. Dopo che il Virus di Morocco è stato sconfitto, le vengono assegnati nuovi incarichi da Optimus Prime.

- Sideswipe è un membro della squadra di Bumblebee che è apparso per la prima volta nell'episodio "Il bisogno di andare veloci". Dopo aver intercettato Bounce sulla terraferma, il Mini-Con è sfuggito attraverso il ponte terrestre del team e teletrasportato all'isola di Griffin Rock, costringendo Sideswipe a perseguirlo. Mentre lo inseguiva, incontrò Blurr e subito credette che fosse un Decepticon. L'equivoco è stato immediatamente chiarito dopo l'arrivo degli altri Rescue Bots. Heatwave lo ha coinvolto nella loro missione sulla Terra. Blurr è rimasto impressionato da Sideswipe e gli ha chiesto alcuni suggerimenti per il soccorso, ma Sideswipe non era particolarmente interessato ad aiutare gli umani. Tuttavia, promise a Blurr che lo avrebbe raccomandato a Bumblebee una volta tornato sulla terraferma, e gli offrì l'opportunità di unirsi alla Squadra di Bee.

### Antagonisti
- Il dottor Thaddeus Morocco è l'antagonista principale della serie. Si tratta di uno scienziato pazzo che inventa le cose per causare danni. È dietro a molti degli incidenti che si sono verificati a Griffin Rock come scatenare uno sciame di naniti futuristici che infettano il go-kart di Cody, e Boulder finché non sono stati distrutti dall'energia cruda dell'impianto elettrico, inviando uno squalo a distanza sottomarino per attaccare l'equipaggiamento ad alta tecnologia dell'oceano ed è stato successivamente destinato ad autodistruzione e hacking nel computer centrale di Griffin Rock controllando Trex. Il dottor Morocco utilizza anche un'invenzione della Camera della Giovinezza per mantenersi giovane. Ha plasmato vendetta contro il capo Charlie Burns, il sindaco Luskey e Ezra Greene per averlo fatto sfuggire sabotando un rullo di strada, avvia un incendio e usando più naniti per controllare un razzo giocattolo e l'auto solare di Doc Greene e manda il suo MorBot a proteggere l'isola di giorno. Questo gli ha permesso di assumere il lavoro del gruppo di salvataggio, ma alla fine scoprono le sue vere nature. Anche se i Rescue Bots riescono a frenarlo, il dottor Morocco riuscì a scappare sullo scudetto del sindaco Luskey. In "Un viaggio nel passato (prima parte)" e "Un viaggio nel passato (seconda parte)", un incidente in una macchina del tempo ha coinvolto Dither, che rimaneva nel passato e gli ha permesso di studiare Dither che ha prodotto una sequenza alternativa e Il dottor Morocco ha conquistato Griffin Rock e l'ha rinominata Moropolis. Durante questo periodo, il dottor Morocco aveva perfezionato i suoi Morbots che possono trasformarsi con successo. Con l'aiuto di Optimus Prime e Bumblebee, Cody, Frankie e i Rescue Bots sono riusciti a tornare indietro nel tempo e salvare Dither prima che il dottor Morocco lo possa studiare e annullare la linea temporale alternativa. La macchina del tempo è stata distrutta dopo che la timeline è stata riparata. Durante gli episodi è stato rivelato che il dottor Morocco aveva rubato una macchina che lo teneva nel primo della sua giovinezza e l'aveva usata da più di un secolo. In "La punta dell'iceberg", il dottor Morocco è tornato dove aveva preso interesse per il carico sul S.S. Isolde. Questa volta, il dottor Morocco aveva messo in risalto le cose con il sindaco Luskey, dove aveva restituito lo schooner a lui. Dopo l'esplosione della macchina di congelamento, il dottor Morocco si è ritirato ma ha mandato alla famiglia Burns il ritratto del grande nonno Zachary di Cody (che era il capitano della S.S. Isolde), che, senza che loro se ne accorgessero, aveva un dispositivo nascosto. La scena finale mostra il dottor Morocco che trova una grande cassa e sorpreso di ciò che era in esso.

In "Modifiche", il dispositivo che il dottor Morocco trovò era una macchina antinfortunistica del prototipo sin dal 1966, dove inizia con un tornado per attaccare Griffin Rock. Dopo che Doc Greene aveva usato il Tornadon per fermare il tornado, il dottor Morocco ha usato la macchina del tempo per causare un temporale pericoloso. Mentre la famiglia Burns è occupata, il dottor Morocco infiltra il Griffin Rock Firehouse dove impara la verità sui Rescue Bots e ottiene informazioni su dove sono venuti. Quando la famiglia Burns prende il suo piano, il dottor Morocco utilizza la macchina del tempo per convocare un ciclone ardente. Heatwave nella sua nuova forma di robot ha potuto disattivare la macchina del tempo. Il dottor Morocco è riuscito ad allontanarsi dopo aver abbandonato la tecnologia Cybertroniana e non ha intenzione di migliorare i suoi Morbots. Si è visto fare un accordo con Madeline Pynch per vendere le tecnologie a lei. In "Doppia malvagità", il Dr. Morocco collabora con Madeline Pynch per catturare i Rescue Bots uno per uno per creare i loro schiavi e sostituirli con copie robotiche dei Rescue Bots come parte di una trama per ottenere l'oro che è sotto Griffin Rock. Dopo aver usato un dispositivo della Camera della Giovinezza che rimuove 10 anni nei loro ricordi, il dott. Morocco finisce per sostenere che Optimus Prime li ha resi i loro collegamenti con i Rescue Bots e ha affermato che la famiglia Burns è loro nemica. Madeline Pynch presta al Dr. Marocco la tecnologia Phase Bit per ottenere l'oro sotto Griffin Rock. In "L'ascesa degli eroi", l'esplosione sotto Griffin Rock ha lasciato il dottor Morocco alla deriva nel suo sottomarino e senza alcun contatto con i Rescue Bots. Il dottor Morocco andò alla deriva fino a quando arrivò al focolare e parlò loro del coinvolgimento di Madeline Pynch.
Dopo che il dottor Morocco aveva ristabilito la sua età e fatto del suo meglio per ripristinare i ricordi dei Rescue Bots, fu arrestato dal capo Charlie Burns e rinchiuso alla stazione di polizia dove afferma che quello che era successo era l'idea di Madeline Pynch. In "Cimici nel sistema", il dottor Morocco è fuggito dalla prigione contattando uno dei suoi Morbot mentre usa le mutande dell'esercito di metallo come un diversivo. In "Il fantasma del mare" si scopre che c'è stata una macchina del tempo creata dal Dr. Morocco a bordo del Phantom Voyager S.S. Quando è stato colpito dall'illuminazione, si blocca e provoca la navigazione di dieci anni nel futuro. Alla fine di "Tutto uguale, sempre uguale!" si scopre che l'orologio da tasca che Cody trovava nel Lost and Found era una mini-time machine precedentemente posseduta dal Dr. Morocco che invia Cody attraverso un ciclo di tempo causato da un EMP onda dalla torre dell'orologio di Griffin Rock. in "L'ultimo dei Morocco", si scopre che il dottor Morocco aveva conosciuto Jules Verne, i due si erano incontrati in passato. Fu da Verne che il dottor Morocco ha ottenuto il dispositivo Verne, la macchina che serve per alimentare la sua camera di gioventù; Verne lo ha inventato e ha dato a Morocco uno dei due prototipi. Purtroppo, Morocco si è esibito presto sul suo percorso di self-service e del villainy, mentre Verne ha iniziato a esplorare il tempo e lo spazio. I due si sarebbero finalmente riuniti dopo che Madeline Pynch lo ha costretto a consegnare il dispositivo Verne che ha alimentato la sua camera di gioventù in cambio del ritorno del suo sottomarino, il Nemo. Avendo invecchiato rapidamente e senza mezzi per recuperare la sua macchina da Pynch, Morocco riuscì a inviare una lettera indietro in tempo a Jules Verne, che viaggiava attualmente per incontrarlo usando una macchina del tempo costruita da un blimp. Verne ha voluto aiutare il suo vecchio amico, ma ha riconosciuto che i Burns avevano precedenti rivendicazioni a causa delle sue attività criminali. A questo punto, Morocco rivelò che aveva migliorato la tecnologia usata per dirigere le formiche mangia-metallo e ora comandava un trio di creature marine: due capodogli e un calamaro gigante. Tuttavia, i Mini-Con del dottor Morocco sono stati ostacolati da High Tide nella sua modalità Mega Robot, costringendolo ad arrendersi. La famiglia Burns gli permise di utilizzare una seconda camera della giovinezza per tornare al suo stato giovanile, e Jules Verne e la famiglia Burns capirono l'idea di cancellare i suoi ricordi della sua vita malvagia e avere Jules Verne dalla sua parte e portarlo nel futuro dove lui potrebbe vivere una vita pacifica e potrebbero riaccendere la loro vecchia amicizia. Il dottor Morocco fuggì e tentò di prendere la macchina del tempo per se stesso, ma fu fortunatamente ostacolato dai Rescue Bots e portato nel futuro da Verne, dove i suoi ricordi furono cancellati in modo apparente. Viene menzionato in "Arrivi", quando i Rescue Bots e la famiglia Burns notano che Quickshadow li ha seguiti attraverso il Ground Bridge e presumono che fosse di proprietà del dottor Morocco. Thaddeus Morocco è modellato su Basil Rathbone.
- I Morbot sono un gruppo di robot creati dal Dr. Morocco. Sono la versione di Morocco dei Rescue Bots, e in grado di trasformarsi da veicolo a robot e modalità di volo. Originariamente il dottor Morocco ha creato una singola unità per rimpiazzare la squadra di soccorso arrestando un rullo compressore, spegnendo un incendio e fermando un razzo giocattolo e l'auto solare di Doc Greene (entrambi infettati dai naniti controllati da Morocco) per ottenere la fiducia del sindaco Luskey e diventare il nuovo scienziato di punta, ma si è presto rivelato troppo pericoloso quando ha cercato di attaccare Cody e Frankie ed è stato distrutto con la forza dai Rescue Bots. Nella realtà alternativa in cui governava a "Moropolis" ribattezzato da Griffin Rock, Morocco impiegava un esercito di Morbot come sue forze di polizia, ma non si dimostrarono all'altezza degli Autobot come Optimus Prime e Bumblebee. In "Cimici nel sistema", Doc Greene stava analizzando un Morbot quando le formiche mangia-metallo controllate dal dottor Morocco la ricomposero. Morocco poi l'ha usato per scappare dal carcere e fuggire da Griffin Rock, solo perché le formiche iniziassero a divorarlo e lo costringevano a usare quello che era rimasto come una zattera. In "Finale di stagione - Parte 1", un nuovo Morbot viene sviluppato dal virus del dottor Morocco usando la tecnologia di Doc Greene e lo usa per rubare la tecnologia da Burnses, Greenes e Faxian fino a quando non viene distrutto da un ponte terrestre pieno di esplosivo. In "Finale di stagione - Parte 2", il Morbot è stato ricostruito e utilizzato come corpo recentemente aggiornato per il Virus del dottor Morocco e ha continuato a devastare fino a scomparire in una trincea oceanica.

- Il virus di Morocco è un virus del computer sensibile che si manifesta come il Dr. Morocco ed è stato nascosto in un pacchetto di espansione del videogioco in serie Griffin Rock: Element Quest, che non è stato scoperto fino a qualche anno dopo il futuro. Appare in "Torna alla realtà virtuale" dove è stata attivata dopo che Frankie, cody e Heatwave tentano di riprodurre il nuovo contenuto. Il virus del dottor Morocco comincia a diffondersi in tutti i sistemi informatici di Griffin Rock, controllando tutti i libri della biblioteca cittadina e collegando tutti i soldi nella banca dell'isola al nome di Morocco. Tuttavia, il Team di salvataggio è in grado di sconfiggere il virus del dottor Morocco battendo il gioco, solo perché il virus utilizzasse una stampante 3D per creare un nuovo corpo (presumibilmente robotico) per sé stesso. Ancora mantenendo la mentalità di un responsabile di videogiochi, fugge dalla squadra di salvataggio, ma alla fine è congelata nel ghiaccio all'interno di una piscina e posizionata sulla "Left Left Best", scaffale nella sala dei record, anche se gli occhi rossi incandescenti indicano che potrebbe essere ancora attivo. In "Cody's 11", il virus di Morocco sfugge quando il congelatore della stanza non riesce a congelarlo. In "Aggiornamenti", il virus del Marocco costruisce un Morbot che utilizza la tecnologia di Doc Greene e ruba la tecnologia dal laboratorio di Doc Greene, il Centro di formazione del Rescue Bot (trasformando l'ologramma di Elma in una copia di se stesso nel processo) e Faxion fino a quando il suo Morbot viene distrutto da un ponticello esplosivo. Essa sopravvive e continua i suoi piani con il computer del Centro di formazione. In "Finale di stagione - Parte 2", è stato in grado di stampare in 3D un esercito di Scrubbers per combattere la squadra di soccorso e ha deciso che avrebbe avuto bisogno di un partner umano e ha scelto Cody. Alla fine, è in grado di catturare Cody e ipnotizzarlo usando uno dei cellulari di controllo mentale di Madeline Pynch e ha cercato di scappare, ma Frankie è riuscito a salire a bordo del Morbot e libera Cody, facendo cadere il virus di Morocco in una trincea sottomarina, distruggendolo.

- Madeline Pynch è una ricca donna che è la madre di Priscilla Pynch, lavora in un'azienda ancora non nominata ed è una buona amica con il sindaco Luskey. In "Spellbound" ha piantato cellulari d'oro intorno alla città che hanno messo in ipnosi le persone per aiutare nella trama della sua azienda ad arrivare all'oro che si trova sotto Blossom Vale, in cui sono stati trasmessi a tutti (tra cui i Rescue Bots) ma Cody. Il suo piano per la miniera della valle è entrato in funzione e riuscì a raccogliere qualche ricompensa prima che il cellulare che controllava Boulder cada e aiuta Cody a scendere la torre di cellule, rompendo la posizione ipnotica sui residenti della città. Quando Priscilla poi ha detto a sua madre che ha trovato un cellulare sotto la seduta del limousine in cui sono loro, sua madre ha detto che era un modello che è stato ricordato mentre riflette che i segnali cellulari dovrebbe essere molto più forte. Alla fine di "Modifiche", il dottor Morocco contatta Madeline Pynch affermando di avere qualche tecnologia che vorrebbe venderla per una quota sostanziale. In "L'escluso", Cody disse a Francine che suo padre aveva sentito che il sindaco Luskey negò la costruzione della piattaforma di perforazione oceanica di Madeline Pynch. È stata scoperta da Blades e da Optimus Prime che Madeline Pynch è andata avanti con la costruzione della piattaforma di foratura che inconsapevolmente ha attivato l'artefatto Liquifier che ha iniziato a liquire Griffin Rock fino a quando Optimus Prime non l'ha disattivato. Alla fine di "Il Griffin Rock Express", si scopre che la società di Madeline Pynch era dietro la Phase Bit (una tecnologia di phasing) che Frankie usava nelle sue eroiche azioni come Rescue Girl quando salvò i passeggeri del Griffin Rock Express. In "Doppia malvagità", Madeline lavora con il Dottor Morocco per catturare gli Autobot uno a uno per renderli loro schiavi e sostituirli con copie robotiche dei Rescue Bots come parte di una trama per ottenere l'oro che è sotto Griffin Rock. Dopo che il dottor Morocco ha usato un dispositivo che ha rimosso i suoi 10 anni di memoria, Madeline dà al dottor Morocco il Bit di Fase in modo che i Rescue Bots possano arrivare all'oro sotto Griffin Rock. è Riuscita a rubare alcune delle tecnologie Cybertroniane dal dottor Morocco.

- Evan e Myles sono due piantagrane locali che risiedono a Griffin Rock. Myles è abile nell'incidere con il computer mentre Evan emette solo grugniti dove gli manca il potere della parola. Sono apparsi per la prima volta in "Piccole benedizioni" dove hanno usato il Minimizer di Ezra Greene per ridurre Heatwave, Blades e Boulder. Sono stati catturati da Chase e arrestati dal capo Charlie Burns senza dire loro cosa è successo agli altri Rescue Bots. In "Fantasmi a Griffin Rock", Myles ha ingannato il vicesceriffo Barney facendogli "controllare il suo indirizzo e-mail", dove Myles ha avuto accesso ai sistemi ologrammi di Griffin Rock. Hanno creato ologrammi di se stessi che hanno ingannato il deputato Barney mentre fuggivano dal carcere. Successivamente la coppia ha usato il sistema olografico per produrre una piaga di "fantasmi", consentendo loro di spaventare le persone lontano dagli edifici in modo che potessero entrare e rubare le cose. Sono riusciti a ripulire il caveau di una banca e la cassa di un ristorante prima che Cody, Frankie e il dottore lavorassero. Usando più ologrammi, i Rescue Bots catturarono la coppia nell'atto di derubare una gioielleria e furono ripresi. In "Troppo grande", Myles ed Evan rubano alcuni dispositivi dal governo al suo arrivo a Griffin Rock. Sono riusciti a sfuggire a Charlie Burns e a Chase facendo cader sulle strade di Griffin rock una chiazza di petrolio che poi si espanse su tutta l'isola. Myles ed Evan poi prendono di mira la macchina di stasi di Ezra Greene e finiscono per essere individuati da Chase e Cody. Finiscono per essere inseguiti dalla famiglia Burns, dove Evan e Myles usano il dispositivo per rimpicciolire Kade. Con l'aiuto dei Rescue Bots, Cody e Kade sono stati in grado di catturare Myles ed Evan e recuperare la parte rubata per la macchina di stasi. In "Bot e ladri", Myles ed Evan rubano meccanite dal museo dove hanno hackerato l'hack del museo. Usano la meccanite per alimentare il loro Tech Wrecker per disabilitare tutta la tecnologia di Griffin Rock. Dopo che Evan e Myles hanno rubato tecnologia dal furgone di Huxley Prescott durante i suoi consigli di sicurezza trasmessi con il sindaco Luskey, i Rescue Bots li inseguono e quasi investono Chief Burns dove una power strip disabilita la loro auto solo per Myles ed Evan per catturare Chase. Dopo essere stato ispirato dai film polizieschi, Chase finge di essere un robot per andare in incognito per scoprire cosa stanno combinando Myles ed Evan. Chase finge di arrendersi agli ordini di Myles e Evan per scoprire cosa intendono rubare a Ezra Greene. L'oggetto in questione risulta essere Floatium che Myles ed Evan pianificano di usarlo per il loro grande piano. Dopo che Chase ha rubato il Floatium, Myles ed Evan fanno combattere Chase superando i Rescue Bots. Myles ed Evan combinano la tecnologia rubata per completare il Tech Wrecker per spegnere tutta la tecnologia di Griffin Rock mantenendo il loro nascondiglio immune agli effetti di Tech Wrecker. Con tutta la tecnologia di Griffin Rock spenta, Myles ed Evan fanno la loro rapina. Usando un dispositivo che Myles ed Evan usavano per proteggere la loro base dagli effetti di Tech Wrecker, Chase si ricongiunge con i Rescue Bots. La famiglia Burns ha dovuto usare gli scooter per andare dietro a Myles ed Evan. Dopo che la famiglia Burns ha catturato Evan e Myles, i Rescue Bots usano il Floatium per arrivare al demolitore tecnologico e disattivarlo. Con il Tech Wrecker disabilitato, Chief Burns rimanda Myles ed Evan alla stazione di polizia.

In "Ladri come noi", Myles ed Evan introducono la stampante 3-D di Doc Greene per riprogrammare le action figure di Rescue Bot per rubarle durante il Bot Appreciation Day. Dopo che la famiglia di Burns è tornata a Griffin Rock, i Rescue Bots hanno portato le figure in miniatura dei Rescue Bots a Myles e alla rapina in banca di Evan. Myles ed Evan programmano le miniature in miniatura dei Rescue Bots per combattere i Rescue Bots. Myles ed Evan vengono arrestati e le figure in miniatura vengono disattivate e riprogrammate per restituire tutto ciò che è stato rubato. In "Misteri nascosti" si sono camuffati da assistenti per lo spettacolo di magia di Maura per rubarlo. Quando un Chase ferito lo testimonia, aiuta gli altri Rescue Bots e la famiglia Burns aa arrestarli. In "Un fantasma nella macchina", sono fuggiti dalla prigione e tentano di rubare Quickshadow, in seguito pensano di essere su un'auto a guida autonoma con un sistema di sicurezza davvero impressionante quando non vedono nessun guidatore dentro di sé. In seguito usano un dispositivo di controllo remoto per guidare Quickshadow al molo con Cody dentro di lei. Anche se riesce a raggiungere l'acqua, la Squadra di Salvataggio è riuscita a salvarla e a rimuovere il dispositivo. Sono riusciti a filmarla, facendoli conoscere la verità sui Rescue Bots e minacciano di rivelare questo segreto al mondo intero se non si riprendono Quickshadow. Anche se lei si gira, caricano comunque il video, ma Quickshadow lo contesta con un falso video creato dai cittadini, che è in modo trasparente ed esilarante un falso, anche prima del bit alla fine dove è completamente "rivelato" come uno, inducendoli a pensare che siano deliranti. Dopo questo, vengono riarrestati e portati nella prigione della terraferma.
- La Veglia è un computer modello vigile. La veglia è programmata per proteggere gli umani e anche se stessa. Può invadere e controllare la tecnologia, tracciare le persone accedendo ai loro telefoni cellulari e persino ascoltare le conversazioni. È tutto completamente sopra perché lo fa per mantenere gli umani al sicuro. Tuttavia, la Veglia ottiene senzienza, diventa troppo iperprotettiva e si dedica al punto di ossessione, imponendo pesanti restrizioni e persino agendo per impedire ai Rescue Bots di svolgere i loro compiti poiché è incapace di assumerne il controllo. Alla fine è stato chiuso e inviato all'Isola di Misfit Tech, ma a quanto pare è riuscito a riattivarsi. In "La cupola", Vigil ha acquisito la capacità di spostarsi da un dispositivo all'altro e ha usato quella tecnica per tornare sull'isola e provare a riprendere il controllo di Griffin Rock e mantenerlo "sicuro al 100%". La veglia viene nuovamente sconfitta dalla famiglia Burns e dai Rescue Bots dove viene inghiottita nella zona EMP di Griffin Rock, distruggendola definitivamente. La veglia è una delle poche macchine della serie ad essere effettivamente senziente.

- I Mangiatori di Energon sono mostri simili a anguille che viaggiano nello spazio e che si nutrono di Energon dalle navi che riescono a catturare. Cacciano in gran parte dall'odore, essendo in grado di sentire l'odore del flusso di Energon e possono anche canalizzare Energon attraverso le loro code che possono essere usati per ripotenziare i computer della nave in modo che altre navi vengano attratte dalle loro chiamate di soccorso. In "Una missione incompleta", i Rescue Bots hanno seguito una chiamata di soccorso a una nave danneggiata, solo per essere affrontati da un mangiatore di Energon e sono stati tagliati dalla creatura fino a quando Chase l'ha speronato usando la nave. Poi si sono messi in stasi e hanno spento la nave per eliminare la firma energetica per far sì che la bestia li lasciasse soli e, quindi, all'inizio del cartone. Qualche tempo dopo, dopo che i Rescue Bots avevano fatto una casa sulla Terra, Chase ebbe l'impulso di provare ancora ad aiutare la nave colpita. Lui e Boulder riportarono il Sigma sulla scena, solo per scoprire che il mangiatore di Energon stava alimentando il computer del derelitto per far sì che producesse un segnale di soccorso e che la nave fosse stata abbandonata anni fa. La coppia è riuscita a sfuggire alla bestia, ma ha prosciugato il nucleo di potere del Sigma, lasciando la nave morta. Chase e Boulder furono costretti a intrappolare il mangiatore di Energon e usare il potere da esso per riattivare la nave. Hanno portato la creatura sulla Terra e l'hanno presentata ad Optimus Prime. In "Un ospite indesiderato", un altro Energon Eater appare dopo essere emerso da una parte di una meteora che ha colpito la nave di Bumblebee quando è atterrato al Rescue Bots Training Center, portando a una battaglia tra il Rescue Team e il mangiatore di Energon (in cui scarica l'Energon da Heatwave, Chase e Boulder nel processo) finché non viene catturato da Blades e Bumblebee e viene inserito in un pod di stasi. Bumblebee lo prese con sé quando se ne andò.

- Il colonnello Quint Quarry è un cacciatore di grandi dimensioni che possedeva la sua isola privata chiamata Quarry Safariland dove teneva safari illegali per la caccia alla fauna selvatica. Il colonnello Quarry ha una vasta gamma di gadget e veicoli al suo comando tra cui l'Heli-Jet (un elicottero con motori a reazione), una jeep equipaggiata con net-launcher e funzioni mimetiche e Q-Drones. Dopo aver appreso il modulo T-Rex di Optimus Prime dalle notizie di "La grande caccia", Quarry si è recato a Griffin Rock e lo ha catturato, con Cody all'interno, e lo ha riportato nella sua isola chiamata Quarry Safariland per dargli la caccia. La sua isola è piena di varie trappole progettate per catturare la sua preda, che ha usato su Optimus e sui Rescue Bots quando sono venuti a recuperare i loro amici rapiti. Fortunatamente, Boulder, che aveva adottato una nuova modalità di Triceratopo, ripristinò il controllo di Optimus sulla sua modalità T-Rex prima di collaborare con lui per liberare gli altri Rescue Bots e la famiglia Burns. Quarry è stato arrestato dal capo Charlie Burns, ma è riuscito a scappare con l'aiuto di uno dei suoi Q-Drones. In "Le nuove prede di Quarry", il colonnello Quint Quarry tiene in ostaggio la Professoressa Baranova nella sua ultima isola in modo che possa avere Ezra Greene a costruirgli dei Dinobot (che Quarry intende vendere ai suoi clienti se sono in buona forma) per pagare i danni a Quarry Safariland che hanno portato gli altri Rescue Bots a ottenere forme Dinobot, poiché crede che sia stato Doc Greene a produrre i Rescue Bots. Con l'aiuto della forma Dinobot di Blades che abbatte l'Amber Drone e gli altri Q-Drones, il colonnello Quarry viene arrestato dal capo Burns dopo l'arrivo della famiglia Burns. In "Il nemico del mio nemico", viene rivelato che aveva un fratello di nome Thurston Chumley, che è anche un rivale e in seguito ruba la tecnologia di Quarry per suo uso personale. Informa la famiglia Burns di Chumley e più tardi fugge, ma promette di non disturbare i Rescue Bots in futuro.

- I Q-Drones sono i robot volanti a forma di tiki che lavorano per il colonnello Quint Quarry e Thurston Chumley. Questi droni in bilico possiedono una serie di tecnologie che includono la capacità di produrre campi energetici, ologrammi di progetti, agire come una rete di sorveglianza mobile, bolidi e registrare e trasmettere video. Apparso per la prima volta nell'episodio "Le nuove prede di Quarry".

- Amber Drone è un robot volante che funziona per Colonel Quint Quarry ed è più grande dei Q-Drones. È stato usato per trasportare la forma di Dinobot di Optimus Prime e le forme di Dinobot di Heatwave, Boulder e Chase sulla sua barca quando ha intenzione di venderle ai suoi clienti. blades nella sua forma di Dinobot distrussero il Drago dell'Ambra. Apparso per la prima volta nell'episodio "Le nuove prede di Quarry".

- I Velgrox sono una razza aliena che è stata conosciuta come nemica dei Cybertroniani e sono noti per aver mangiato organismi senzienti. In "I nuovi normali", una nave di Velgrox ha intercettato una trasmissione da Cody Burns e Frankie Greene, allertando la presenza di cibo sulla Terra. Gli alieni sbarcarono la loro nave su Griffin Rock e si prepararono a catturare quanti più umani possibile. Nel frattempo, il resto dell'equipaggio Velgrox mise la propria nave giù alla centrale elettrica di Griffin Rock, con l'intenzione di rifornire di carburante la propria nave e conquistare il resto del pianeta. Il Velgrox ha rapito una buona parte della popolazione dell'isola fino all'intervento dei Rescue Bots. Credendo che la Terra fosse controllata dai Cybertroniani, il leader del Velgrox si arrese immediatamente. Negata l'opportunità di rifornirsi di carburante o di portare via i loro prigionieri, il Velgrox se ne andò e Boulder sabotò il loro sistema di guida in modo che gli alieni non sarebbero mai stati in grado di trovare di nuovo la Terra. In "Di nuovo sparito", è stato rivelato che alcuni dei loro invisibility tech sono stati lasciati indietro dopo che se ne sono andati e sono stati successivamente usati da Cody, Madeline Pynch e i Rescue Bots. Più tardi, in "Cody's 11", Madeline Pynch usa questa tecnologia e ruba l'Energon.

- Lord Thurston Chumley è il fratello del colonnello Quint Quarry e anche un grande cacciatore. A differenza della sua famiglia, è molto orgoglioso di aver costruito un enorme serraglio di animali trofeo dove sono tutti tenuti in stasi e mantiene una feroce rivalità con suo fratello. Thurston ha persino rubato la tecnologia di suo fratello per aiutarlo a cacciare meglio. In "Il nemico del mio nemico", cattura un leone dallo zoo di Griffin Rock e in seguito i Rescue Bots (nelle loro forme dino) per la visualizzazione. Con l'aiuto di un parrocchetto della Carolina, la famiglia Burns trova la sua nave e dopo che Boulder ha liberato alcuni degli animali catturati, si insinua all'interno di una capsula di stasi e viene catturato, ma questo permette a Quarry di scappare. NOTA: Chumley è basato su un cattivo con lo stesso nome di The Transformers.

- Chickadee è il "capo honcho e bear wrestler" di Camp Itsa Craftsee che era alla ricerca degli smeraldi nascosti in una grotta vicina. Quando Graham, Cody e Blades travestiti visitano il suo campo per la cerimonia di elevazione, scoprono i suoi veri motivi e li costringe a trovare gli smeraldi intrappolandoli nella caverna. Quando il gruppo di soccorso arriva (dopo che Blades li informa dello schema di Chickadee), tenta di fuggire in un dune buggy solo per essere sorpresa da Blades (che è ancora travestito da umano mentre vola) e schiantarsi contro un albero. Lei viene arrestata da Chief Burns dopo questo.

- Bounce è un Mini-Con ciclone canaglia che si concentra sulla distruzione ma non è molto intelligente. La sua modalità alternativa sferica è abbastanza veloce da rendere una fuga veloce ogni volta che insegue. È il primo nemico Cybertroniano mai apparso nella serie. Dopo essere fuggito dall'Alchemor, che si è schiantato sulla Terra come visto in Transformers: Robots in Disguise, è riuscito a scappare attraverso il Groundbridge ed è finito su Griffin Rock, dove ha immediatamente iniziato a dipingere graffiti ovunque. Inseguito da Blurr, è riuscito a scappare quando Sideswipe li ha raggiunti e ha combattuto Blurr, scambiandolo per un Decepticon. Più tardi, Blurr e Sideswipe inseguirono di nuovo Bounce, ma si dimostrò troppo veloce per loro e fuggì entrando nel sistema fognario della città. Dopo essere stato svuotato, Sideswipe e Blurr lo hanno attirato in una trappola del resto della squadra. Sideswipe tornò a casa con Bounce imprigionato in una rete. Il suo modello di personaggio è lo stesso di Backtrack and Ransack di Transformers: Robots in Disguise.

- Skip Scobble era un residente che viveva in Griffin Rock e frequentava persino la scuola con Dani Burns e ora lavora come agente di Maven Danger. Ha appreso di una rara copia del Pilgrim's Progress nella biblioteca del Griffin Rock e ha organizzato una visita all'isola mentre sosteneva che Maven aveva bisogno di rimanere alla caserma dei pompieri e ha preso parte ai salvataggi come ricerca per il suo prossimo ruolo. Mentre stava succedendo, Skip entrò nella biblioteca, solo per scoprire che il raro libro era stato ritirato da Frankie Greene. Ha fatto irruzione nel laboratorio e non è stato in grado di trovare il libro, ma ha scoperto di essere amico di Cody. Skip era in grado di tenere occupata la famiglia Burns facendogli filmare una scena con Maven, tuttavia, non si aspettava che i Rescue Bots fossero Autobot, o la famiglia Burns che stava lavorando su quello che stava facendo e fu prontamente arrestato.

### Personaggi storici
- Chester A. Arthur Il 21 ° Presidente degli Stati Uniti. C'è un ologramma di lui che risiede nel museo di Hall of Inspiration di Griffin Rock.

- Elma Hendrickson La prima scienziata femminile di Griffin Rock, che viveva a Griffin Rock all'incirca nello stesso periodo in cui il Dr. Morocco ha iniziato a risiedere sull'isola. Frankie ricevette il secondo nome di Elma in suo onore, ed era uno dei numerosi ologrammi creati per la Griffin Rock Tricentennial Celebration e in seguito usati da Evan e Myles per fornire una distrazione da una follia criminale. Successivamente Cody e Frankie l'hanno incontrata dopo essere tornata indietro nel tempo con i Rescue Bots e l'hanno aiutata a riconoscere le nefande intenzioni del Marocco. Questo in seguito l'avrebbe portata a sostituire il contenuto della capsula del tempo di Griffin Rock con un massiccio cristallo quantico, che lei ha nascosto per tenerlo fuori dalle mani del Marocco; questo inavvertitamente porterà all'isola teletrasportata nel Circolo Polare Artico alcuni decenni più tardi. Il suo ologramma è stato successivamente utilizzato come parte di un supercomputer che gestisce il nuovo centro di addestramento Rescue Bot, ma in seguito diventa ostile a causa di un malfunzionamento. Successivamente viene rivelato che è stata caricata con le subroutine di personalità di Cece (Hide and Seek e Simon Says). Il computer è stato apparentemente riparato dopo che il problema è stato risolto e ora continua a servire sotto la squadra di salvataggio. Successivamente è stata trasformata in una copia del Virus del Marocco, ma alla fine è stata chiusa e tornata alla normalità in seguito.

- Charlotte Wayne Una residente di Griffin Rock duecento anni fa, ma ora è conosciuta come Lady of Griffin Rock. Circa duecento anni fa, il marito e i figli di Wayne partirono per la terraferma durante una tempesta. La loro imbarcazione scomparve, e da allora in poi si disse che Charlotte Wayne perseguitava l'isola in cerca della sua famiglia. Lo spettro di Charlotte Wayne apparve su Ocean Drive davanti al camion blindato di Jerry, costringendolo a guidare il camion in mare. Durante una successiva epidemia di fantasmi che si rivelarono essere ologrammi usati da Myles ed Evan per aiutare il loro furto, Wayne apparve brevemente a Kade Burns. Kade è stato saggio con gli ologrammi da quel punto, ma in seguito è stato scoperto che Charlotte Wayne non era tra i personaggi famosi per i quali sono stati creati ologrammi, il che significa che era un vero fantasma. Con l'intenzione di cacciare alcuni investitori fuori città in "Di nuovo svanito", Cody li avvertì che Charlotte Wayne si era impegnata a proteggere l'isola. Questo è stato supportato dai Rescue Bots (invisibili grazie a una tecnologia Velgrox) che fingono di essere poltergeist e producono mobili e oggetti, luci accese e spente, un'immagine di Wayne che appare su un monitor e Blades che imita il suo grido spettrale.

- Horace Burns è il fondatore di Griffin Rock. In seguito si innamorò dell'ex-pirata Bertha Burns. In "Re Burns", è stato rivelato che sarebbe diventato il re di Griffin Rock come originariamente era un regno, ma ha rifiutato l'offerta.

- Bertha Burns è un ex-pirata a cui Dani ha più che una rassomiglianza. Bertha rubò ai cittadini di Griffin Rock, ma lasciò dietro di sé il suo pirata dove nascose la sua vera identità per paura di portare vergogna alla famiglia dell'uomo che amava. Tuttavia, ha lasciato indizi per i suoi discendenti per trovare la sua nave e il bottino rubato nella speranza che avrebbero fatto la cosa giusta con esso. Il passato di Bertha è stato in seguito scoperto da Woodrow Burns e Dani ha guidato la sua famiglia nella ricerca. Una volta che la nave di Bertha fu trovata nel terreno, la famiglia Burns trasformò la fortuna rubata di Bertha in beneficenza.

- Jules Verne Un autore del XVIII secolo e viaggiatore del tempo che molto tempo fa fece amicizia con il Dr. Thadeus Morocco e gli fornì uno dei prototipi del suo dispositivo Verne. Mentre Morocco impiegava il suo per tenersi giovane fino ai giorni nostri, Verne era in grado di usare l'Energon per alimentare il suo come parte di una macchina del tempo, che ha usato per esplorare il passato e il futuro. Nel processo di questo ha viaggiato in un futuro di pace dove ha incontrato i Cybertroniani e ha appreso in particolare dei successi futuri di Heatwave. A un certo punto, prima di tornare al suo tempo, e prima di scrivere 20 000 leghe sotto i mari, fu contattato dal dottor Morocco e si recò nel presente, dove incontrò i Rescue Bots ne "L'ultimo dei Marocco". Insieme hanno localizzato il sottomarino di Morocco, la cui ricerca lo ha spinto a scrivere la sua famosa opera al suo ritorno al suo tempo. Riunito con il suo vecchio amico, Verne era felice di vederlo, ma riconobbe che il suo amico aveva intrapreso una strada criminale. Dopo che il dottor Morocco fu catturato e restaurato nel suo stato giovanile, Verne e Burnses si avvicinarono con un piano per cancellare i ricordi di Morocco di essere un cattivo e trasportarlo verso il futuro in modo che potesse avere un nuovo inizio. Il dottor Morocco fuggì e riuscì quasi a rubare la macchina del tempo di Verne, ma i Rescue Bots riuscirono a contrastarlo, permettendo a Verne di portare a termine il loro piano e fuggire verso il futuro con Morocco. Sono visti per l'ultima volta esplorando una Parigi futuristica con i ricordi del dottor Morocco apparentemente cancellati.

## Episodi

### Prima stagione (2011-2012)
Negli USA la trasmissione della prima stagione è avvenuta nel 2012, ma il 17 dicembre 2011 sono andati in onda in anteprima i primi due episodi, mentre in Italia è stata trasmessa dal 10 al 15 giugno 2017, saltando però l'episodio 20 il quale è stato recuperato il 20 ottobre dello stesso anno:
| nº | nº stagione | Titolo originale                   | Titolo italiano                        | Prima TV USA     | Prima TV Italia |
| -- | ----------- | ---------------------------------- | -------------------------------------- | ---------------- | --------------- |
| 1  | 1           | Family of Heroes                   | Una famiglia di eroi                   | 18 febbraio 2012 | 10 giugno 2017  |
| 2  | 2           | Under Pressure                     | Sotto pressione                        | 18 febbraio 2012 | 10 giugno 2017  |
| 3  | 3           | Hotshotse                          | Celebrità                              | 25 febbraio 2012 | 10 giugno 2017  |
| 4  | 4           | Flobsters on Parade                | La parata delle aragoste volanti       | 3 marzo 2012     | 10 giugno 2017  |
| 5  | 5           | The Alien Invasion of Griffin Rock | Invasione aliena a Griffin Rock        | 10 marzo 2012    | 10 giugno 2017  |
| 6  | 6           | Cody on Patrol                     | Cody è di pattuglia                    | 17 marzo 2012    | 11 giugno 2017  |
| 7  | 7           | Four Bots and a Baby               | Quattro Transformers e un bebè         | 14 aprile 2012   | 11 giugno 2017  |
| 8  | 8           | Walk on the Wild Side              | Gli amici animali                      | 21 aprile 2012   | 11 giugno 2017  |
| 9  | 9           | Christmas in July                  | Natale a luglio                        | 28 aprile 2012   | 11 giugno 2017  |
| 10 | 10          | Deep Trouble                       | Un guaio sommerso                      | 5 maggio 2012    | 11 giugno 2017  |
| 11 | 11          | Return of the Dinobot              | Il ritorno di Dino Bot                 | 12 maggio 2012   | 12 giugno 2017  |
| 12 | 12          | The Other Doctor (1)               | Il dottor Morocco (prima parte)        | 19 maggio 2012   | 12 giugno 2017  |
| 13 | 13          | The Reign of Morocco (2)           | Il dottor Morocco (seconda parte)      | 19 maggio 2012   | 12 giugno 2017  |
| 14 | 14          | Small Blessings                    | Piccole benedizioni                    | 9 giugno 2012    | 12 giugno 2017  |
| 15 | 15          | The Griffin Rock Triangle          | Il triangolo di Griffin Rock           | 16 giugno 2012   | 12 giugno 2017  |
| 16 | 16          | Rules and Regulations              | Le regole si seguono!                  | 23 giugno 2012   | 13 giugno 2017  |
| 17 | 17          | The Lost Bell                      | La campana perduta                     | 30 giugno 2012   | 13 giugno 2017  |
| 18 | 18          | Bumblebee to the Rescue            | Bumblebee il salvatore                 | 7 luglio 2012    | 13 giugno 2017  |
| 19 | 19          | You've Been Squilshed              | Minaccia verde                         | 14 luglio 2012   | 13 giugno 2017  |
| 20 | 20          | Countdown                          | Conto alla rovescia                    | 21 luglio 2012   | 20 ottobre 2017 |
| 21 | 21          | The Haunting of Griffin Rock       | Fantasmi a Griffin Rock                | 28 luglio 2012   | 14 giugno 2017  |
| 22 | 22          | Little White Lies                  | Piccole bugie bianche                  | 4 agosto 2012    | 14 giugno 2017  |
| 23 | 23          | Shake Up                           | Tremori                                | 11 agosto 2012   | 14 giugno 2017  |
| 24 | 24          | Rescue Boy                         | Il salvatore                           | 11 agosto 2012   | 14 giugno 2017  |
| 25 | 25          | It's a Bot Time (1)                | Un viaggio nel passato (prima parte)   | 18 agosto 2012   | 14 giugno 2017  |
| 26 | 26          | Bot to the Future (2)              | Un viaggio nel passato (seconda parte) | 18 agosto 2012   | 15 giugno 2017  |

### Seconda stagione (2014)
Negli USA la trasmissione della seconda stagione è avvenuta nel 2014, mentre in Italia è stata trasmessa dal 13 al 18 luglio 2017.
| nº | nº stagione | Titolo originale                | Titolo italiano                     | Prima TV USA     | Prima TV Italia |
| -- | ----------- | ------------------------------- | ----------------------------------- | ---------------- | --------------- |
| 27 | 1           | Road Trip                       | Lungo la strada                     | 1º marzo 2014    | 13 luglio 2017  |
| 28 | 2           | Sky Forest                      | La foresta torreggiante             | 1º marzo 2014    | 13 luglio 2017  |
| 29 | 3           | One for the Ages                | Troppo grande                       | 8 marzo 2014     | 13 luglio 2017  |
| 30 | 4           | Tip of the Iceberg              | La punta dell'iceberg               | 15 marzo 2014    | 13 luglio 2017  |
| 31 | 5           | Spellbound                      | Sotto incantesimo                   | 22 marzo 2014    | 13 luglio 2017  |
| 32 | 6           | A Virtual Disaster              | Un disastro virtuale                | 29 marzo 2014    | 14 luglio 2017  |
| 33 | 7           | Prescott's Bots                 | I Rescue Bot di Prescott!           | 5 aprile 2014    | 14 luglio 2017  |
| 34 | 8           | Blame the Gremlins              | Colpa dei Gremlins                  | 12 aprile 2014   | 14 luglio 2017  |
| 35 | 9           | Feed the Beast                  | Un mostro in mezzo a noi!           | 19 aprile 2014   | 14 luglio 2017  |
| 36 | 10          | What Lies Below                 | Sotto la superficie                 | 26 aprile 2014   | 14 luglio 2017  |
| 37 | 11          | What Rises Above                | Ciò che viene a galla               | 3 maggio 2014    | 15 luglio 2017  |
| 38 | 12          | Space Bots                      | I Rescue Bot nello spazio           | 10 maggio 2014   | 15 luglio 2017  |
| 39 | 13          | The Island of Misfit Tech       | L'isola della tecnologia emarginata | 17 maggio 2014   | 15 luglio 2017  |
| 40 | 14          | The Vigilant Town               | La città vigile                     | 24 maggio 2014   | 15 luglio 2017  |
| 41 | 15          | Buddy System                    | Lavoro di squadra                   | 31 maggio 2014   | 15 luglio 2017  |
| 42 | 16          | In Search of the Griffin's Nest | Alla ricerca del Nido di Griffin    | 7 giugno 2014    | 16 luglio 2017  |
| 43 | 17          | Bots and Robbers                | Rescue Bot e ladri                  | 14 giugno 2014   | 16 luglio 2017  |
| 44 | 18          | Rescue Dog                      | Il cane di salvataggio              | 21 giugno 2014   | 16 luglio 2017  |
| 45 | 19          | Changes                         | Cambiamenti                         | 28 giugno 2014   | 16 luglio 2017  |
| 46 | 20          | The Riders of Midwinter         | I predatori dell'inverno            | 13 dicembre 2014 | 16 luglio 2017  |
| 47 | 21          | Movers and Shakers              | Spostamenti e scosse                | 5 luglio 2014    | 17 luglio 2017  |
| 48 | 22          | Chief Woodrow                   | Zio Woodrow in azione               | 18 gennaio 2015  | 17 luglio 2017  |
| 49 | 23          | Odd Bot Out                     | L'escluso                           | 12 luglio 2014   | 17 luglio 2017  |
| 50 | 24          | The Griffin Rock Express        | Il Griffin Rock Express             | 19 luglio 2014   | 17 luglio 2017  |
| 51 | 25          | Double Villainy                 | Doppia malvagità                    | 26 luglio 2014   | 17 luglio 2017  |
| 52 | 26          | Rise of the Heroes              | L'ascesa degli eroi                 | 2 agosto 2014    | 18 luglio 2017  |

### Terza stagione (2014-2015)
Negli USA la trasmissione della terza stagione è avvenuta dal 2014 al 2015, mentre in Italia è stata trasmessa dal 12 al 20 agosto 2017.
| nº | nº stagione | Titolo originale                | Titolo italiano                 | Prima TV USA     | Prima TV Italia |
| -- | ----------- | ------------------------------- | ------------------------------- | ---------------- | --------------- |
| 53 | 1           | Land Before Prime               | L'isola primitiva               | 1º novembre 2014 | 12 agosto 2017  |
| 54 | 2           | Big Game                        | La grande caccia                | 1º novembre 2014 | 12 agosto 2017  |
| 55 | 3           | Too Many Kades                  | Troppi Kade!                    | 8 novembre 2014  | 12 agosto 2017  |
| 56 | 4           | Phantom of the Sea              | Il fantasma del mare            | 15 novembre 2014 | 13 agosto 2017  |
| 57 | 5           | Unfinished Business             | Una missione incompleta         | 22 novembre 2014 | 13 agosto 2017  |
| 58 | 6           | No Place Like Dome              | La cupola                       | 29 novembre 2014 | 13 agosto 2017  |
| 59 | 7           | Bugs in the System              | Cimici nel sistema              | 6 dicembre 2014  | 14 agosto 2017  |
| 60 | 8           | Switcheroo                      | Scambio di personalità          | 13 dicembre 2014 | 14 agosto 2017  |
| 61 | 9           | Bot-Tastic Voyage               | Viaggio allucinante             | 20 dicembre 2014 | 14 agosto 2017  |
| 62 | 10          | Quarry vs. Quarry               | Le nuove prede di Quarry        | 27 dicembre 2014 | 15 agosto 2017  |
| 63 | 11          | Did You See What I Thaw?        | Avete visto cos'ho scongelato?  | 28 febbraio 2015 | 15 agosto 2017  |
| 64 | 12          | The Attack of Humungado         | L'attacco di Humungado          | 7 marzo 2015     | 15 agosto 2017  |
| 65 | 13          | Thieves Like Us                 | Rescue Bot Souvenir             | 14 marzo 2015    | 16 agosto 2017  |
| 66 | 14          | Time After Time                 | Tutto uguale, sempre uguale!    | 21 marzo 2015    | 16 agosto 2017  |
| 67 | 15          | Pirates Ahoy                    | Ehi, pirati!                    | 28 marzo 2015    | 16 agosto 2017  |
| 68 | 16          | Turning the Tide                | Cambio di marea                 | 11 aprile 2015   | 17 agosto 2017  |
| 69 | 17          | The Last of Morocco             | L'ultimo dei Morocco            | 18 aprile 2015   | 17 agosto 2017  |
| 70 | 18          | The New Recruits                | Le nuove reclute                | 25 aprile 2015   | 17 agosto 2017  |
| 71 | 19          | Rescue Bots Academy             | L'accademia dei Rescue Bot      | 2 maggio 2015    | 18 agosto 2017  |
| 72 | 20          | A New Hero                      | Un nuovo eroe                   | 9 maggio 2015    | 18 agosto 2017  |
| 73 | 21          | Four-Legged Hero                | Un eroe a quattro zampe         | 16 maggio 2015   | 18 agosto 2017  |
| 74 | 22          | Endangered Species              | Una specie a rischio estinzione | 23 maggio 2015   | 19 agosto 2017  |
| 75 | 23          | More Than Meets the Eye         | Misteri nascosti                | 30 maggio 2015   | 19 agosto 2017  |
| 76 | 24          | I Have Heard the Robots Singing | Ho sentito i robot cantare      | 6 giugno 2015    | 19 agosto 2017  |
| 77 | 25          | Now and Then                    | A volte...                      | 13 giugno 2015   | 20 agosto 2017  |
| 78 | 26          | Today and Forever               | Oggi e per sempre               | 13 giugno 2015   | 20 agosto 2017  |

### Quarta stagione (2016)
Negli USA la trasmissione della quarta stagione è avvenuta nel 2016, mentre in Italia è stata trasmessa dal 9 settembre all'11 ottobre 2017.
| nº  | nº stagione | Titolo originale              | Titolo italiano               | Prima TV USA      | Prima TV Italia   |
| --- | ----------- | ----------------------------- | ----------------------------- | ----------------- | ----------------- |
| 79  | 1           | New Normal                    | I nuovi normali               | 23 aprile 2016    | 9 settembre 2017  |
| 80  | 2           | Bridge Building               | La costruzione del ponte      | 23 aprile 2016    | 9 settembre 2017  |
| 81  | 3           | Arrivals                      | Arrivi                        | 30 aprile 2016    | 12 settembre 2017 |
| 82  | 4           | Plus One                      | Uno in più                    | 7 maggio 2016     | 12 settembre 2017 |
| 83  | 5           | Back to Virtual Reality       | Ritorno alla realtà virtuale  | 14 maggio 2016    | 13 settembre 2017 |
| 84  | 6           | Vanishing Returns             | Di nuovo svanito              | 21 maggio 2016    | 13 settembre 2017 |
| 85  | 7           | Ghost in the Machine          | Un fantasma nella macchina    | 28 maggio 2016    | 14 settembre 2017 |
| 86  | 8           | Enemy of My Enemy             | Il nemico del mio nemico      | 4 giugno 2016     | 14 settembre 2017 |
| 87  | 9           | Mayor May Not                 | Il nuovo sindaco              | 11 giugno 2016    | 15 settembre 2017 |
| 88  | 10          | All Spark Day                 | Una giornata estenuante       | 18 giugno 2016    | 15 settembre 2017 |
| 89  | 11          | Part Time Heroes              | Eroi part-time                | 25 giugno 2016    | 29 settembre 2017 |
| 90  | 12          | The More Things Change...     | Più le cose cambiano...       | 2 luglio 2016     | 29 settembre 2017 |
| 91  | 13          | The More Things Stay the Same | ...più restano le stesse      | 9 luglio 2016     | 2 ottobre 2017    |
| 92  | 14          | Hot Rod Bot                   | Il Rescue Bot taroccato       | 23 luglio 2016    | 3 ottobre 2017    |
| 93  | 15          | King Burns                    | Re Burns                      | 30 luglio 2016    | 3 ottobre 2017    |
| 94  | 16          | Pizza Pi Party                | La festa della pizza          | 6 agosto 2016     | 4 ottobre 2017    |
| 95  | 17          | Uninvited Guest               | Un ospite indesiderato        | 13 agosto 2016    | 4 ottobre 2017    |
| 96  | 18          | Camp Cody                     | Camp Cody                     | 27 agosto 2016    | 5 ottobre 2017    |
| 97  | 19          | Once Upon a Time              | C'era una volta               | 3 settembre 2016  | 5 ottobre 2017    |
| 98  | 20          | The Need for Speed            | Il bisogno di andare veloci   | 10 settembre 2016 | 15 ottobre 2017   |
| 99  | 21          | Cody's 11                     | Cody's 11                     | 17 settembre 2016 | 7 ottobre 2017    |
| 100 | 22          | A Brush with Danger           | Arriva Danger!                | 1º ottobre 2016   | 7 ottobre 2017    |
| 101 | 23          | To Infinity...and Back        | Verso l'infinito... e ritorno | 8 ottobre 2016    | 10 ottobre 2017   |
| 102 | 24          | Family Business               | Affari di famiglia            | 15 ottobre 2016   | 10 ottobre 2017   |
| 103 | 25          | Upgrades                      | Finale di stagione - Parte 1  | 22 ottobre 2016   | 11 ottobre 2017   |
| 104 | 26          | Transformations               | Finale di stagione - Parte 2  | 22 ottobre 2016   | 11 ottobre 2017   |

### Academy

#### Prima stagione (2019)
Negli USA la trasmissione della prima stagione è avvenuta nel 2019, mentre in Italia è stata trasmessa su Cartoonito dal 13 gennaio al 30 maggio 2020.
La trasmissione italiana non segue quella originale, dato che gli episodi sono andati in onda mischiati.
| nº | nº stagione | Titolo originale               | Titolo italiano                     | Prima TV USA      | Prima TV Italia |
| -- | ----------- | ------------------------------ | ----------------------------------- | ----------------- | --------------- |
| 1  | 1           | Recruits                       | Reclute parte 1                     | 5 gennaio 2019    | 13 gennaio 2020 |
| 2  | 2           | Recruits                       | Reclute parte 2                     | 5 gennaio 2019    | 13 gennaio 2020 |
| 3  | 3           | If at First...                 | Nuovi attrezzi                      | 5 gennaio 2019    | 16 gennaio 2020 |
| 4  | 4           | Tough Luck Chuck               | Chuck il fortunato                  | 5 gennaio 2019    | 14 gennaio 2020 |
| 5  | 5           | Whirl'd View                   | La prospettiva di Whirl             | 12 gennaio 2019   | 14 gennaio 2020 |
| 6  | 6           | Plan Bee                       | Piano B (ZZZ)                       | 12 gennaio 2019   | 15 gennaio 2020 |
| 7  | 7           | The Bot Who Cried Rescue       | L'importanza della velocità         | 19 gennaio 2019   | 17 gennaio 2020 |
| 8  | 8           | Mount Botmore                  | Il monte Botmore                    | 19 gennaio 2019   | 16 gennaio 2020 |
| 9  | 9           | Mission Inaudible              | Un buon caposquadra                 | 26 gennaio 2019   | 21 gennaio 2020 |
| 10 | 10          | Glitch                         | Errori imprevedibili                | 26 gennaio 2019   | 17 gennaio 2020 |
| 11 | 11          | Five Into Four                 | Quattro posti per cinque            | 2 febbraio 2019   | 20 gennaio 2020 |
| 12 | 12          | Rescue Promo                   | Video di soccorso                   | 2 febbraio 2019   | 20 gennaio 2020 |
| 13 | 13          | Blame Game                     | Responsabilità                      | 9 febbraio 2019   | 23 maggio 2020  |
| 14 | 14          | Surprise, Medix!               | Una sorpresa per Medix              | 9 febbraio 2019   | 24 gennaio 2020 |
| 15 | 15          | The TX3000                     | TX3000                              | 16 febbraio 2019  | 22 gennaio 2020 |
| 16 | 16          | Little Bot Peep                | Un piccolo intoppo da Bot           | 16 febbraio 2019  | 28 gennaio 2020 |
| 17 | 17          | Driving a Wedge                | Wedge lo scontroso                  | 23 febbraio 2019  | 21 gennaio 2020 |
| 18 | 18          | The Big, Small Rescue          | Piccolo grande soccorso             | 23 febbraio 2019  | 22 gennaio 2020 |
| 19 | 19          | Go, Team, Go!                  | Forza, squadra, vai!                | 2 marzo 2019      | 23 gennaio 2020 |
| 20 | 20          | About a Rock                   | La roccia aliena                    | 2 marzo 2019      | 29 gennaio 2020 |
| 21 | 21          | Dog Stray Afternoon            | Un pomeriggio da cane randagio      | 9 marzo 2019      | 27 gennaio 2020 |
| 22 | 22          | Lucky Ducky                    | Il portafortuna                     | 9 marzo 2019      | 28 gennaio 2020 |
| 23 | 23          | Flight School                  | Il segreto del volo                 | 16 marzo 2019     | 23 gennaio 2020 |
| 24 | 24          | Battle of the Bots             | Battaglia fra Bot                   | 16 marzo 2019     | 24 gennaio 2020 |
| 25 | 25          | Screen Time                    | Davanti allo schermo                | 23 marzo 2019     | 29 gennaio 2020 |
| 26 | 26          | Fright at the Museum           | Una notte al museo                  | 23 marzo 2019     | 27 gennaio 2020 |
| 27 | 27          | Space Case                     | Navicella spaziale                  | 7 settembre 2019  | 10 maggio 2020  |
| 28 | 28          | All at Sea                     | Tutti al mare                       | 7 settembre 2019  | 9 maggio 2020   |
| 29 | 29          | All Washed Up                  | L'ora delle pulizie                 | 7 settembre 2019  | 9 maggio 2020   |
| 30 | 30          | Who's Teaching Who?            | Scambio di ruoli                    | 7 settembre 2019  | 24 maggio 2020  |
| 31 | 31          | Balloon Up a Tree              | Il palloncino                       | 14 settembre 2019 | 10 maggio 2020  |
| 32 | 32          | The Mystery of Dragon Mountain | Il mistero della montagna del drago | 14 settembre 2019 | 16 maggio 2020  |
| 33 | 33          | Hack Attack                    | Attacco informatico                 | 21 settembre 2019 | 16 maggio 2020  |
| 34 | 34          | Life of the Party              | L'anima della festa                 | 21 settembre 2019 | 17 maggio 2020  |
| 35 | 35          | Tyrannosaurus Wrecked          | Un nuovo insegnante                 | 28 settembre 2019 | 9 maggio 2020   |
| 36 | 36          | Dino Hard                      | L'isola dei dinosauri               | 28 settembre 2019 | 16 maggio 2020  |
| 37 | 37          | Buddy Cop                      | Operazione di polizia               | 5 ottobre 2019    | 17 maggio 2020  |
| 38 | 38          | Escape from Penguin Island     | Fuga dall'isola dei pinguini        | 5 ottobre 2019    | 17 maggio 2020  |
| 39 | 39          | All the Glitters               | L'inganno di Hoist                  | 19 ottobre 2019   | 23 maggio 2020  |
| 40 | 40          | Dig Fest                       | Una star inaspettata                | 19 ottobre 2019   | 2 maggio 2020   |
| 41 | 41          | Trick or Treat                 | Dolcetto o scherzetto               | 26 ottobre 2019   | 10 maggio 2020  |
| 42 | 42          | Monster Savings                | L'invasione dei mostri              | 26 ottobre 2019   | 23 maggio 2020  |
| 43 | 43          | Tune Out                       | Un motivetto orecchiabile           | 2 novembre 2019   | 24 maggio 2020  |
| 44 | 44          | Metal Munchers                 | Divoratori di metallo               | 2 novembre 2019   | 24 maggio 2020  |
| 45 | 45          | Bee Prepared                   | A lezione da Bumblebee              | 9 novembre 2019   | 30 maggio 2020  |
| 46 | 46          | Whirl's Wise-Bot Quest         | Il potere della conoscenza          | 9 novembre 2019   | 30 maggio 2020  |
| 47 | 47          | Flying Hunk-A-Junk             | Detriti spaziali                    | 16 novembre 2019  | 15 gennaio 2020 |
| 48 | 48          | Into the Depths                | Missione negli abissi               | 16 novembre 2019  | 2 maggio 2020   |
| 49 | 49          | Milford Goes to the Dogs       | I cani di Milford                   | 23 novembre 2019  | 2 maggio 2020   |
| 50 | 50          | The Ice Wave                   | L'onda di ghiaccio                  | 23 novembre 2019  | 3 maggio 2020   |
| 51 | 51          | Best Bots Forever              | Un primo anno memorabile parte 1    | 30 novembre 2019  | 3 maggio 2020   |
| 52 | 52          | Best Bots Forever              | Un primo anno memorabile parte 2    | 30 novembre 2019  | 3 maggio 2020   |

#### Seconda stagione (2020-2021)
| nº  | nº stagione | Titolo originale                | Titolo italiano | Prima TV USA   | Prima TV Italia |
| --- | ----------- | ------------------------------- | --------------- | -------------- | --------------- |
| 53  | 1           | Back to School                  |                 | 21 marzo 2020  |                 |
| 54  | 2           | Mission Dinobot                 |                 | 21 marzo 2020  |                 |
| 55  | 3           | In Training                     |                 | 28 marzo 2020  |                 |
| 56  | 4           | Medix Steps Up to the Bat       |                 | 28 marzo 2020  |                 |
| 57  | 5           | Robo-Cody                       |                 | 4 aprile 2020  |                 |
| 58  | 6           | Heatwave's Shiny Coat           |                 | 4 aprile 2020  |                 |
| 59  | 7           | Acting Out                      |                 | 18 aprile 2020 |                 |
| 60  | 8           | Need to Know                    |                 | 18 aprile 2020 |                 |
| 61  | 9           | Trouble Cubed                   |                 | 25 aprile 2020 |                 |
| 62  | 10          | My Favorite Rescue              |                 | 25 aprile 2020 |                 |
| 63  | 11          | The Great Energon Rush          |                 | 2 maggio 2020  |                 |
| 64  | 12          | The Vault of the Primes         |                 | 2 maggio 2020  |                 |
| 65  | 13          | Wild Ghost Chase                |                 | 9 maggio 2020  |                 |
| 66  | 14          | Little Plot of Horrors          |                 | 9 maggio 2020  |                 |
| 67  | 15          | Museum Mystery                  |                 | 16 maggio 2020 |                 |
| 68  | 16          | Partners                        |                 | 16 maggio 2020 |                 |
| 69  | 17          | Critical Condition              |                 | 23 maggio 2020 |                 |
| 70  | 18          | Fun-Droids                      |                 | 23 maggio 2020 |                 |
| 71  | 19          | Power Up and Energize           |                 | 30 maggio 2020 |                 |
| 72  | 20          | Shall We Dance?                 |                 | 30 maggio 2020 |                 |
| 73  | 21          | Mul-T-Change of Pace            |                 | 6 giugno 2020  |                 |
| 74  | 22          | Five Little Rescue Bots         |                 | 6 giugno 2020  |                 |
| 75  | 23          | Campfire Fright                 |                 | 20 giugno 2020 |                 |
| 76  | 24          | Good Advice                     |                 | 20 giugno 2020 |                 |
| 77  | 25          | Small Cogs                      |                 | 27 giugno 2020 |                 |
| 78  | 26          | Big Wheels                      |                 | 27 giugno 2020 |                 |
| 79  | 27          | The Empty City                  |                 | 6 marzo 2021   |                 |
| 80  | 28          | First Responder                 |                 | 6 marzo 2021   |                 |
| 81  | 29          | How To Train Your Scraplet      |                 | 13 marzo 2021  |                 |
| 82  | 30          | Helicopter Heroes               |                 | 13 marzo 2021  |                 |
| 83  | 31          | Brushfire                       |                 | 20 marzo 2021  |                 |
| 84  | 32          | The Ties that Bind              |                 | 20 marzo 2021  |                 |
| 85  | 33          | Bot Blog                        |                 | 27 marzo 2021  |                 |
| 86  | 34          | The Icebot Cometh               |                 | 27 marzo 2021  |                 |
| 87  | 35          | More Than Meets the Eye         |                 | 3 aprile 2021  |                 |
| 88  | 36          | Things That Go Bot in The Night |                 | 3 aprile 2021  |                 |
| 89  | 37          | Medix Gets Schooled             |                 | 17 aprile 2021 |                 |
| 90  | 38          | Rescue Teens                    |                 | 17 aprile 2021 |                 |
| 91  | 39          | Enter the Flood                 |                 | 24 aprile 2021 |                 |
| 92  | 40          | Wizard of Botz                  |                 | 24 aprile 2021 |                 |
| 93  | 41          | The Tracker                     |                 | 1º maggio 2021 |                 |
| 94  | 42          | One of Our Dragons is Missing   |                 | 1º maggio 2021 |                 |
| 95  | 43          | Dino-mite Duo                   |                 | 8 maggio 2021  |                 |
| 96  | 44          | The Lonely Titan                |                 | 8 maggio 2021  |                 |
| 97  | 45          | X Marks The Duo                 |                 | 15 maggio 2021 |                 |
| 98  | 46          | Making Tracks                   |                 | 15 maggio 2021 |                 |
| 99  | 47          | Don't Be Alarmed                |                 | 22 maggio 2021 |                 |
| 100 | 48          | Powerless                       |                 | 22 maggio 2021 |                 |
| 101 | 49          | Griffin Rock Rocks!             |                 | 29 maggio 2021 |                 |
| 102 | 50          | Bot Battle                      |                 | 29 maggio 2021 |                 |
| 103 | 51          | Space Party                     |                 | 5 giugno 2021  |                 |
| 104 | 52          | Crash of The Titan              |                 | 5 giugno 2021  |                 |

## Doppiaggio
| Personaggio    | Doppiatore originale                                  | Doppiatore italiano                                         |
| -------------- | ----------------------------------------------------- | ----------------------------------------------------------- |
| Optimus Prime  | Peter Cullen                                          | Marco Balzarotti                                            |
| Boulder        | Imari Williams                                        | Pietro Ubaldi                                               |
| Blades         | Parvesh Cheena                                        | Paolo De Santis                                             |
| Heatwave       | Steve Blum                                            | Lorenzo Scattorin                                           |
| Chase          | D.C. Douglas                                          | Valerio Amoruso                                             |
| Cody Burns     | Elan Garfias                                          | Annalisa Longo (stagioni 1-3) Simone Lupinacci (stagione 4) |
| Charlie Burns  | Maurice LaMarche                                      | Massimiliano Lotti                                          |
| Dani Burns     | Lacey Chabert                                         | Katia Sorrentino                                            |
| Graham Burns   | Shannon McKain                                        | Jacopo Calatroni                                            |
| Kade Burns     | Jason Marsden                                         | Matteo de Mojana                                            |
| Woodrow Burns  | Mark Hamill                                           | Oliviero Corbetta                                           |
| Doc Greene     | LeVar Burton                                          | Giorgio Bonino                                              |
| Dottor Morocco | Tim Curry (stagione 1) Jonny Rees (stagione 2+)       | Giovanni Battezzato                                         |
| Bumblebee      | Nicole Dubuc (stagione 1-3) Will Friedle (stagione 4) | originale (stagione 1-3) Alessandro Capra (stagione 4)      |
| Blurr          | Max Mittelman                                         | Mattia Bressan                                              |
| Quickshadow    | Alex Kingston                                         | Beatrice Caggiula                                           |
| Sideswipe      | Darren Criss                                          | Ruggero Andreozzi                                           |